# Kaptárkő

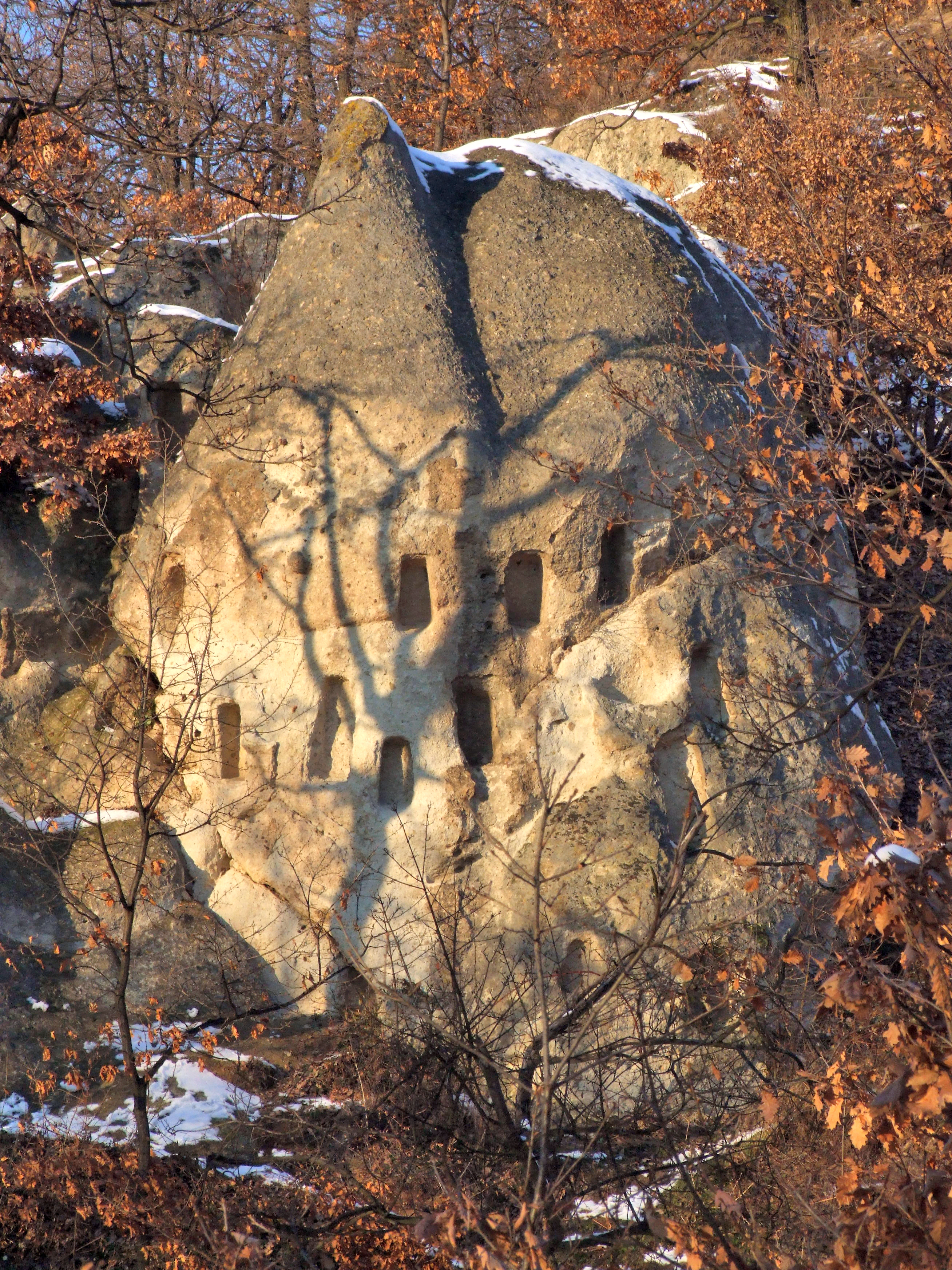
A szomolyai Királyszéke nevű kaptárkő

A kaptárkövek olyan sziklaalakzatok, kúp alakú kőtornyok, amelyek oldalaiba fülkéket és egyéb mélyedéseket faragtak. A fülkés sziklák kis csoportja fellelhető a Pilis és a Budai-hegység területén is (különösen a Tétényi-fennsíkon), de a leggazdagabb előfordulásuk Eger környékén, a Bükkalján található.
A kaptárköveket az ún. „jeles kövek” jelenségcsoportba soroljuk.

## Természetvédelmi oltalom és örökségvédelem
1961-ben a kaptárkövek egyik szomolyai csoportja „Szomolyai Kaptárkövek Természetvédelmi Terület” néven országos védettséget kapott.
2014. november 4-én lépett hatályba a földművelésügyi miniszter 17/2014. (X. 27.) FM rendelete a kaptárkövek megóvását szolgáló természeti emlékek létesítéséről, valamint a kaptárkövek megóvását szolgáló természetvédelmi kezelési terv kihirdetéséről. A rendelet definíciója szerint a kaptárkő olyan természetes állapotú vagy ember alakította sziklaalakzat, amelynek felületén egy vagy több faragott, kultúrtörténeti jelentőséggel bíró fülke – és esetenként egyéb, hasonló jellegű megmunkálás – látható, ezért táj- és természetvédelmi, valamint kulturálisörökség-védelmi szempontból egyaránt értéket képvisel. A védetté nyilvánítás célja a természeti és kultúrtörténeti jelentőséggel egyaránt rendelkező kaptárkövek és közvetlen természeti környezetük megőrzése, valamint kutatásuk és természetvédelmi célú bemutatásuk elősegítése.
2016. június 17-én a Hungarikum Bizottság ülésén a kaptárkövek és a bükkaljai kőkultúra egyedülálló természeti jellege miatt megkapta a Hungarikum címet.

## Keletkezésük
A Bükkalja nagy részét felépítő vulkáni tufákat a miocénben zajló heves tűzhányó tevékenység (explozív kitörések sorozata) hozta létre. A zömében riolitos összetételű ártufák és ignimbritek alkotta térszínből a jégkori felszínfejlődés meghatározó tényezői (a folyóvizek mélyítő és oldalazó eróziója, az aprózódás, a mállás, a szél és a csapadék leöblítő hatása, valamint a fagyaprózódás) preparálták ki a Bükkalja különleges kúpjait, sziklavonulatait, melyek felületét később az ember átalakította. A kaptárkövek tehát természeti értékek és egyúttal kultúrtörténeti emlékek is.

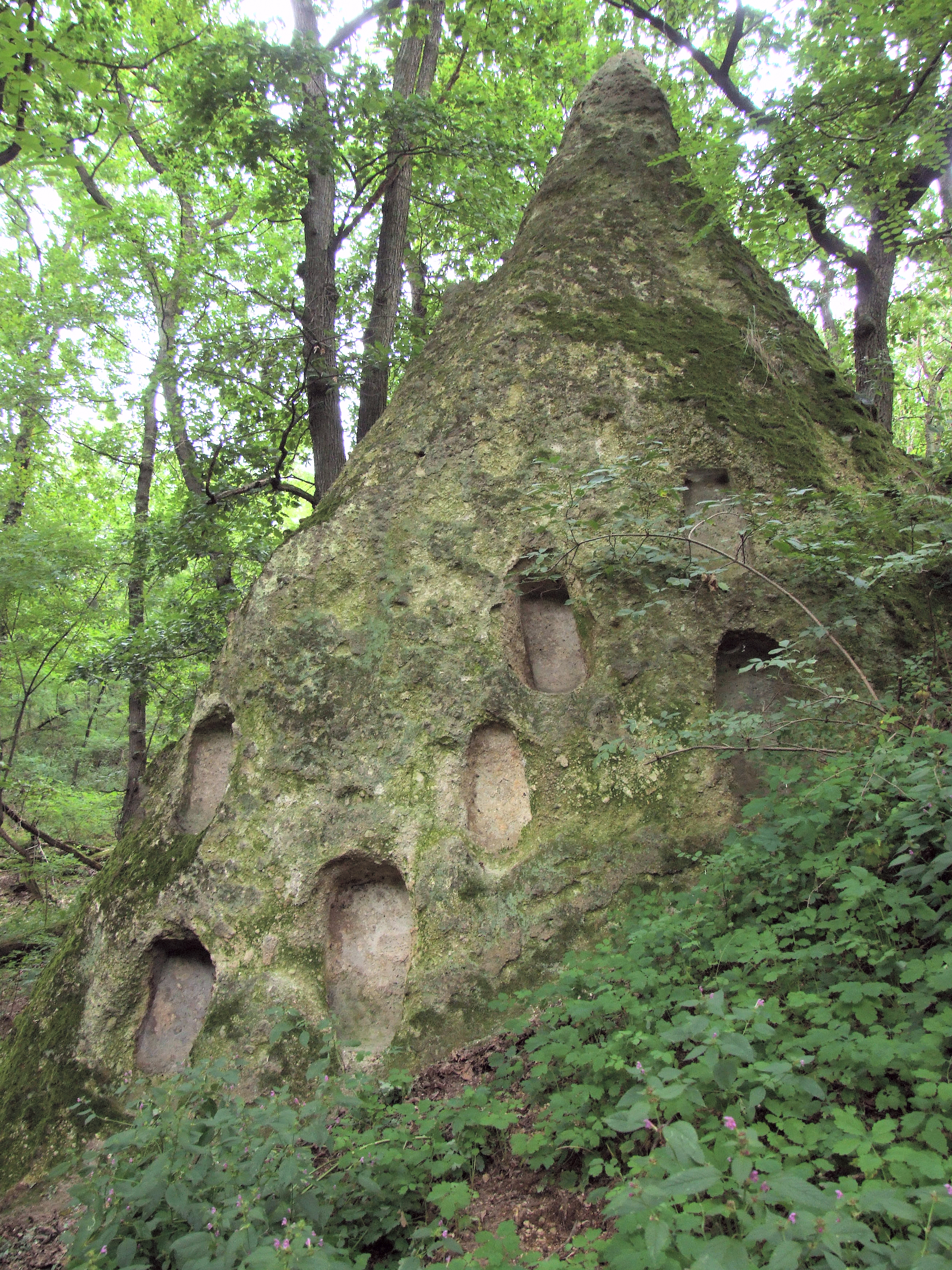
A cserépváraljai Furgál-völgy
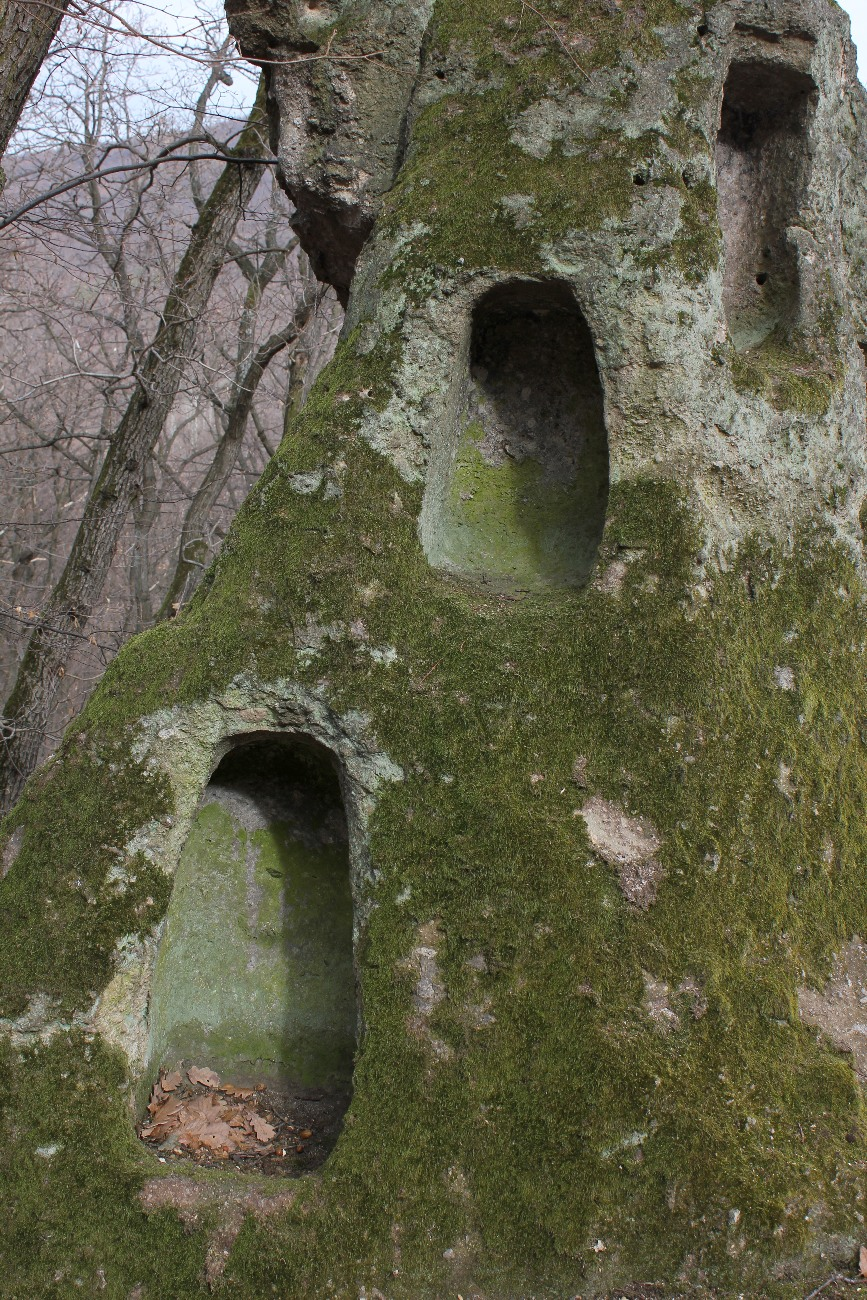
Cserépváralja, Nagy-Bábaszék, 7-6-5. fülkék
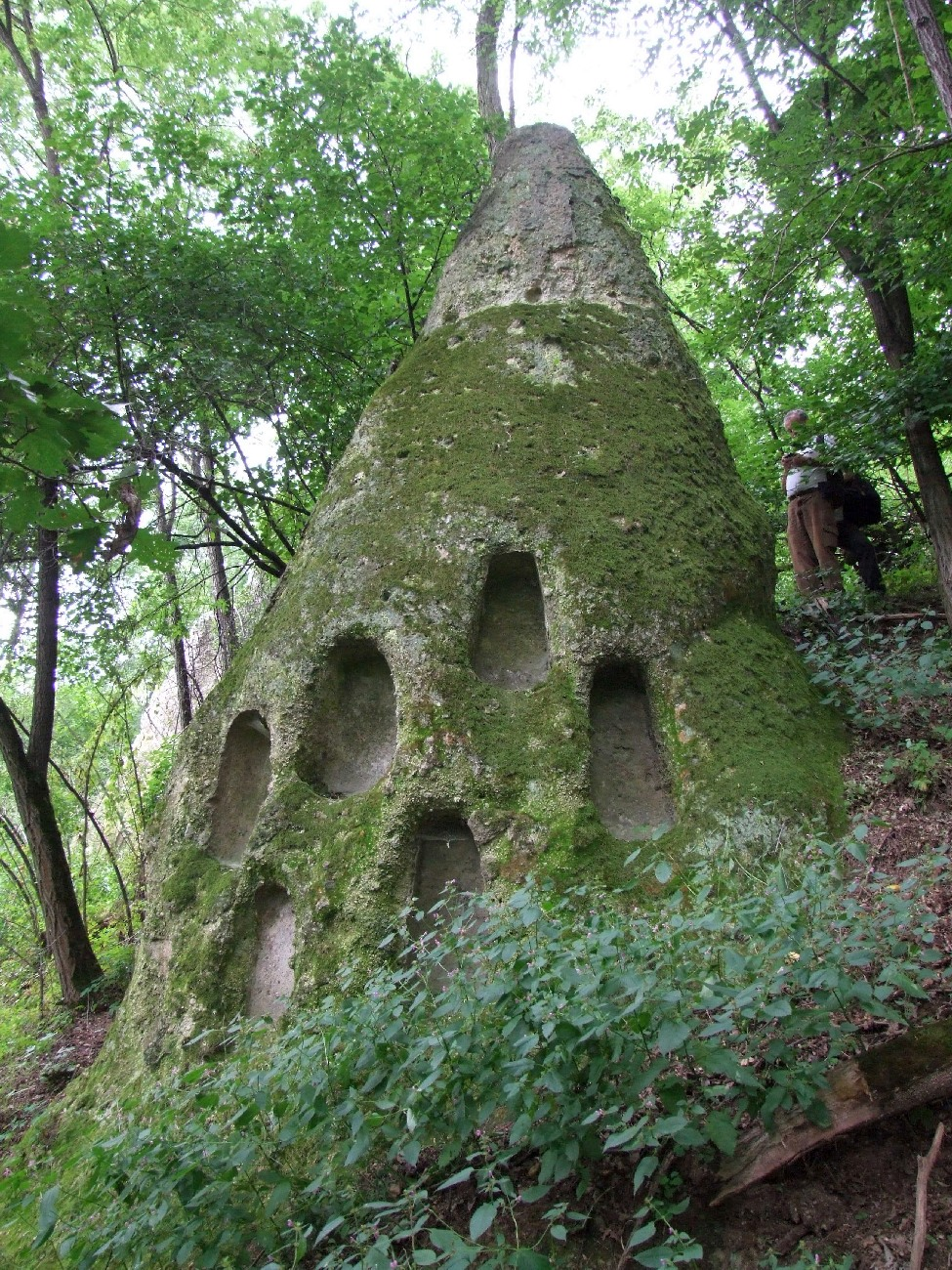
Cserépváralja, Furgál-völgy, 1. kúp
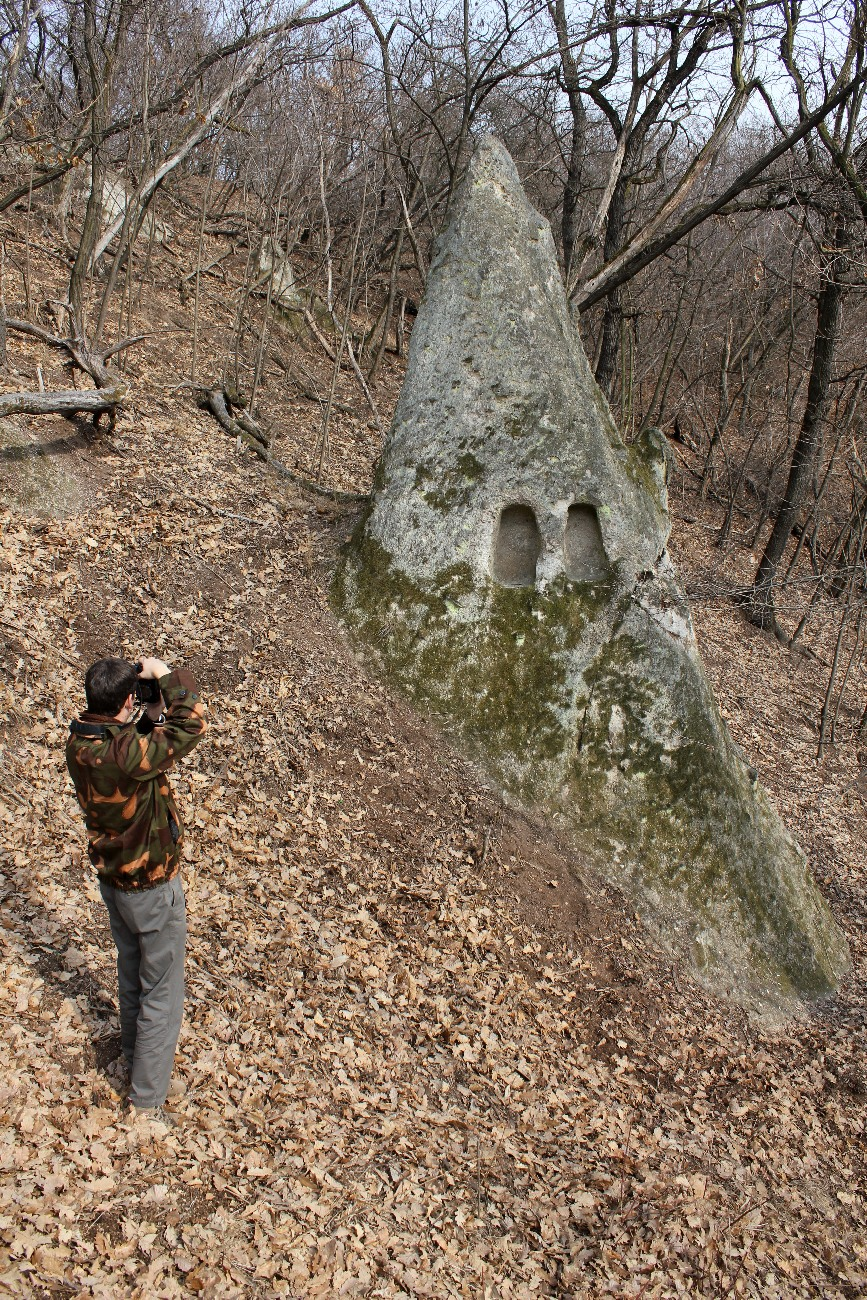
Cserépváralja, Csordás-völgy, 2. kúp

## Elnevezésük
A fülkés sziklákat eredetileg a szomolyai lakosok nevezték „kaptárkövek”-nek. Eger környékén a „vakablakos kövek” kifejezést használták, máshol a „köpüskövek”, „bálványkövek”, „püspöksüveg” elnevezés is ismert. Egyes sziklák elnevezése is igen beszédes: Ördögtorony, Ördög-kő, Bábaszék, Nyerges, Királyszéke, Kősárkány. A fülkés sziklák első alapos kutatója, ismerője Bartalos Gyula (1886-1900) legkövetkezetesebben az „emlékszikla”, „emlékkő” kifejezéseket használta, de találkozunk nála a „sziklalobor”, „faragott sziklacsoport”, „vakablakos emlékszikla”, „megalith kövek” és „köpüskő” elnevezésekkel is. Később – Saád Andor kutatásainak és tanulmányainak köszönhetően – vált a legelterjedtebbé, közismertté a „kaptárkő” kifejezés. Később ezen a néven említik tanulmányaikban a kaptárkövek rejtélyének megoldásán fáradozó kutatók is, így Kubinyi Ferenc, Bartalos Gyula, Klein Gáspár, Saád Andor, Mihály Péter és Baráz Csaba.
Legtöbb vitát a sziklaalakzatok oldalaiba vájt fülkék eredete, készítésük oka váltott ki.

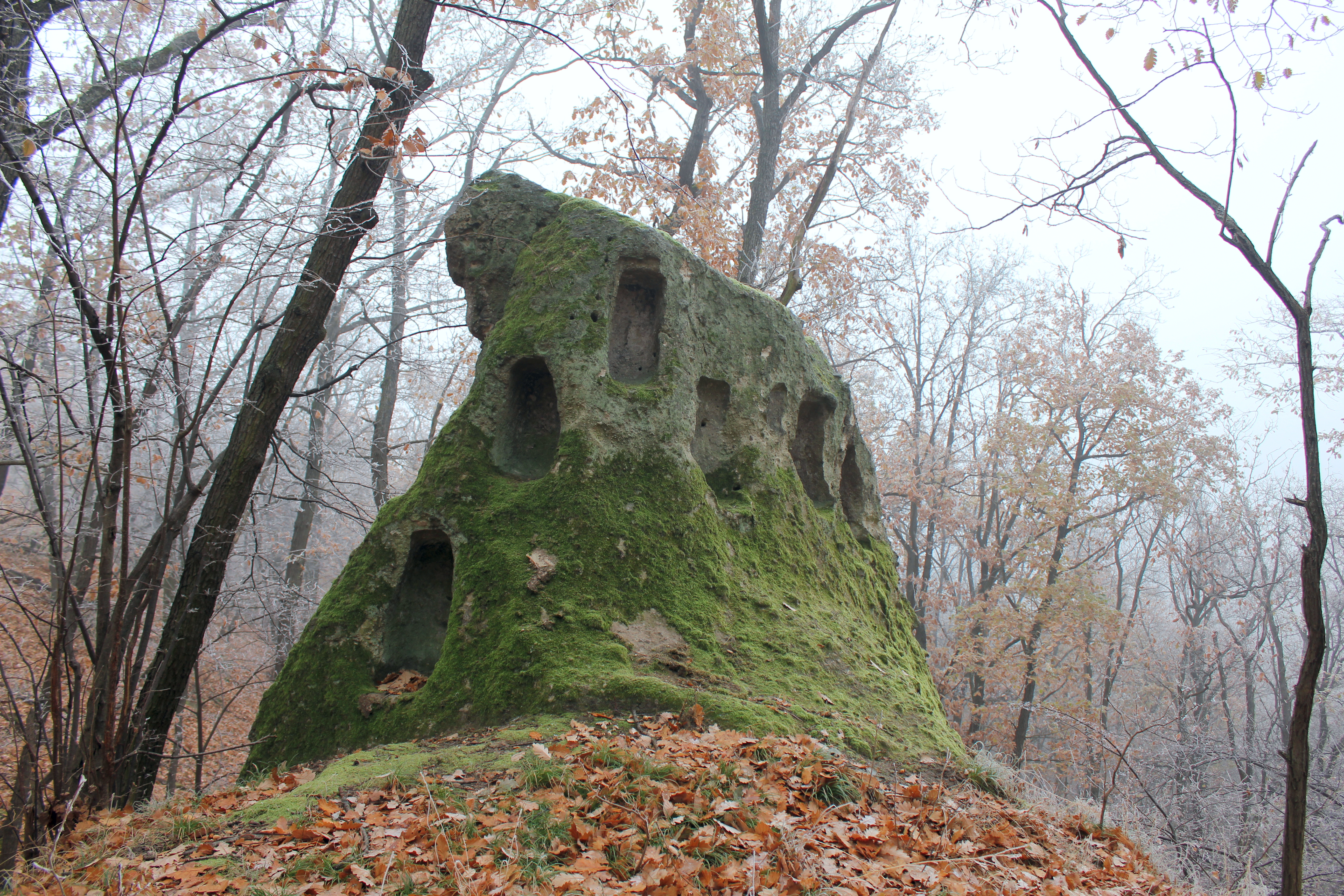
A cserépváraljai Nagy-Bábaszék ÉK-i oldala
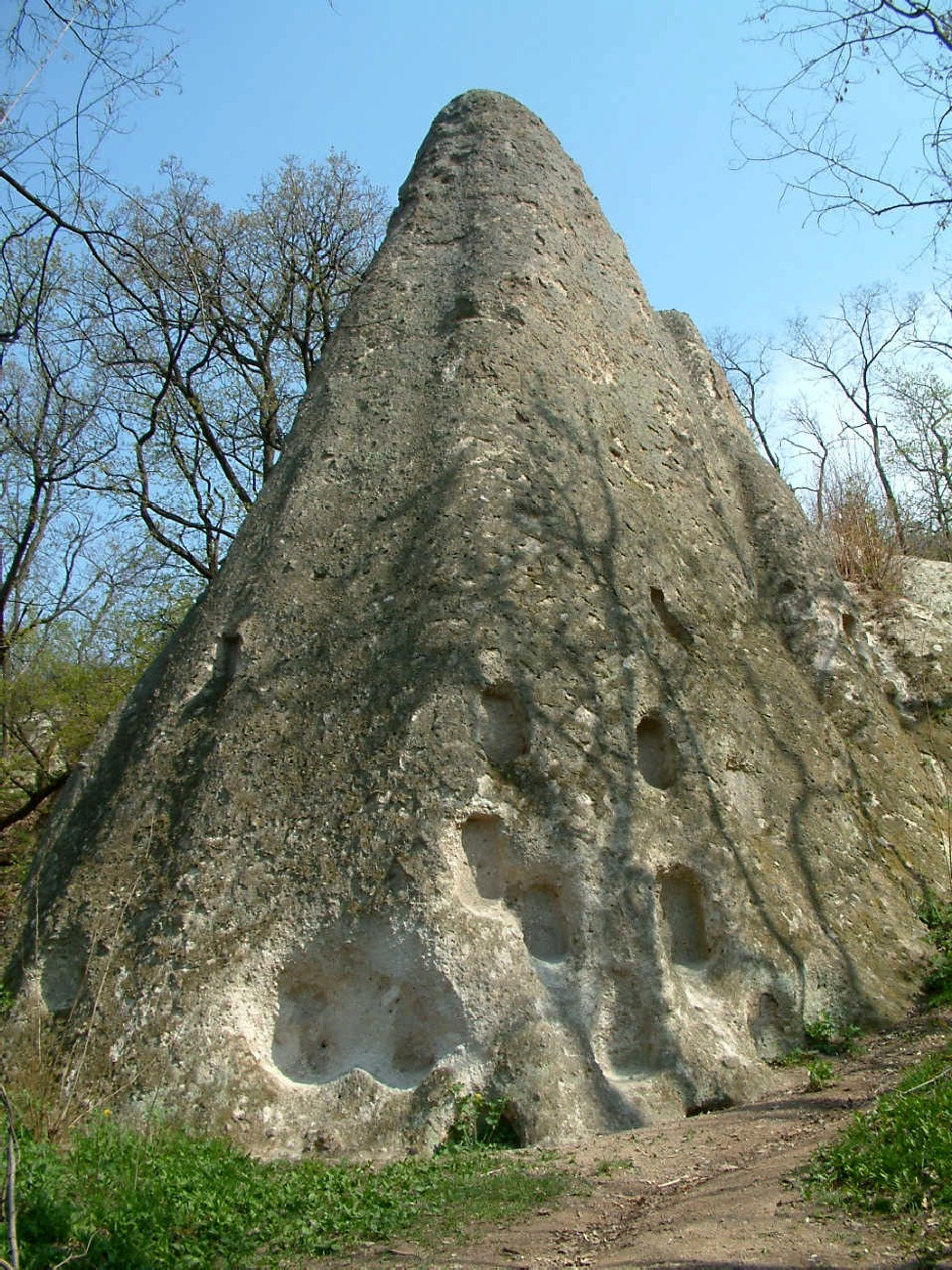
Cserépváralja, Mangó-tető, Nagykúp
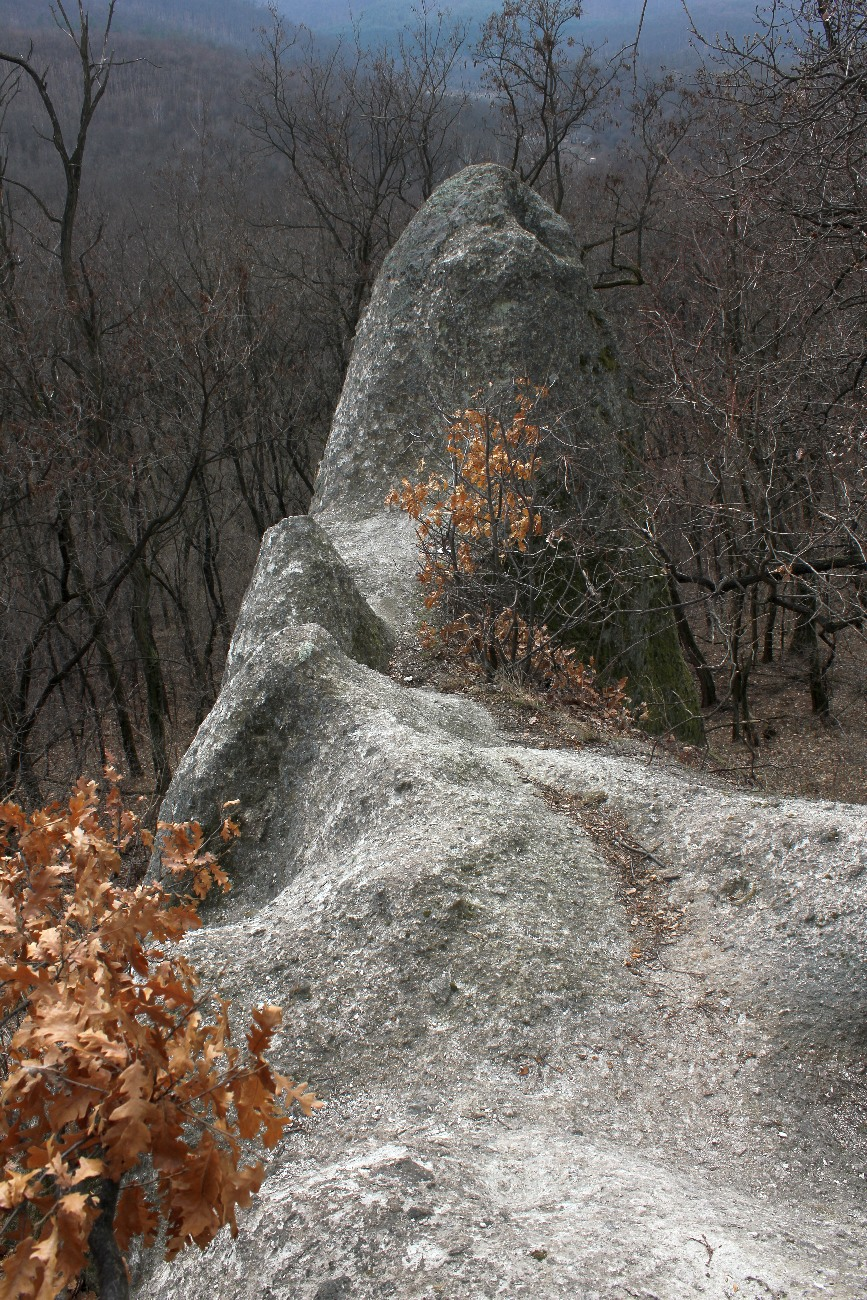
Cserépváralja, Mangó-tető, Nagykúp
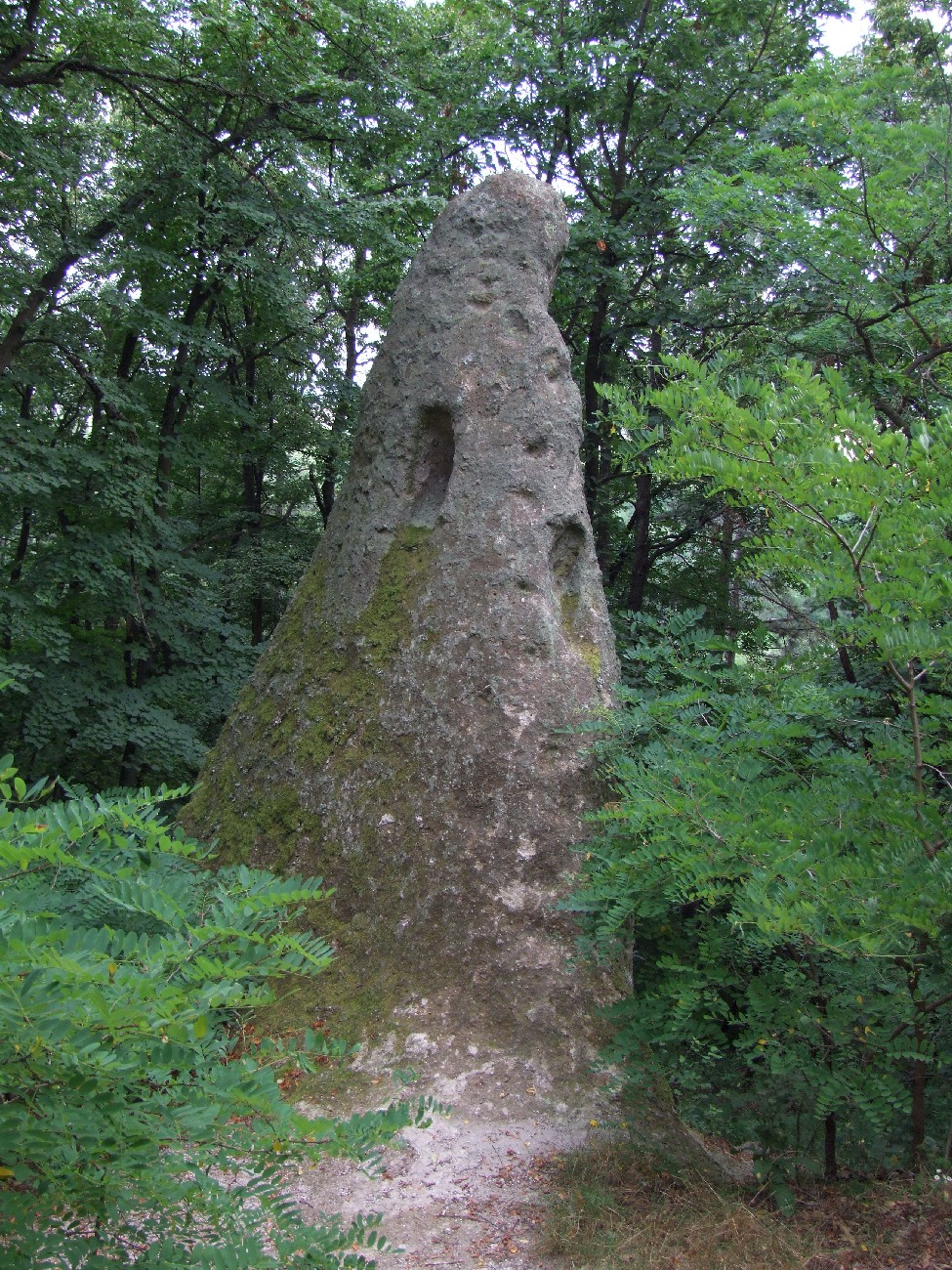
Cserépfalu, Mész-hegy, Ördögtorony
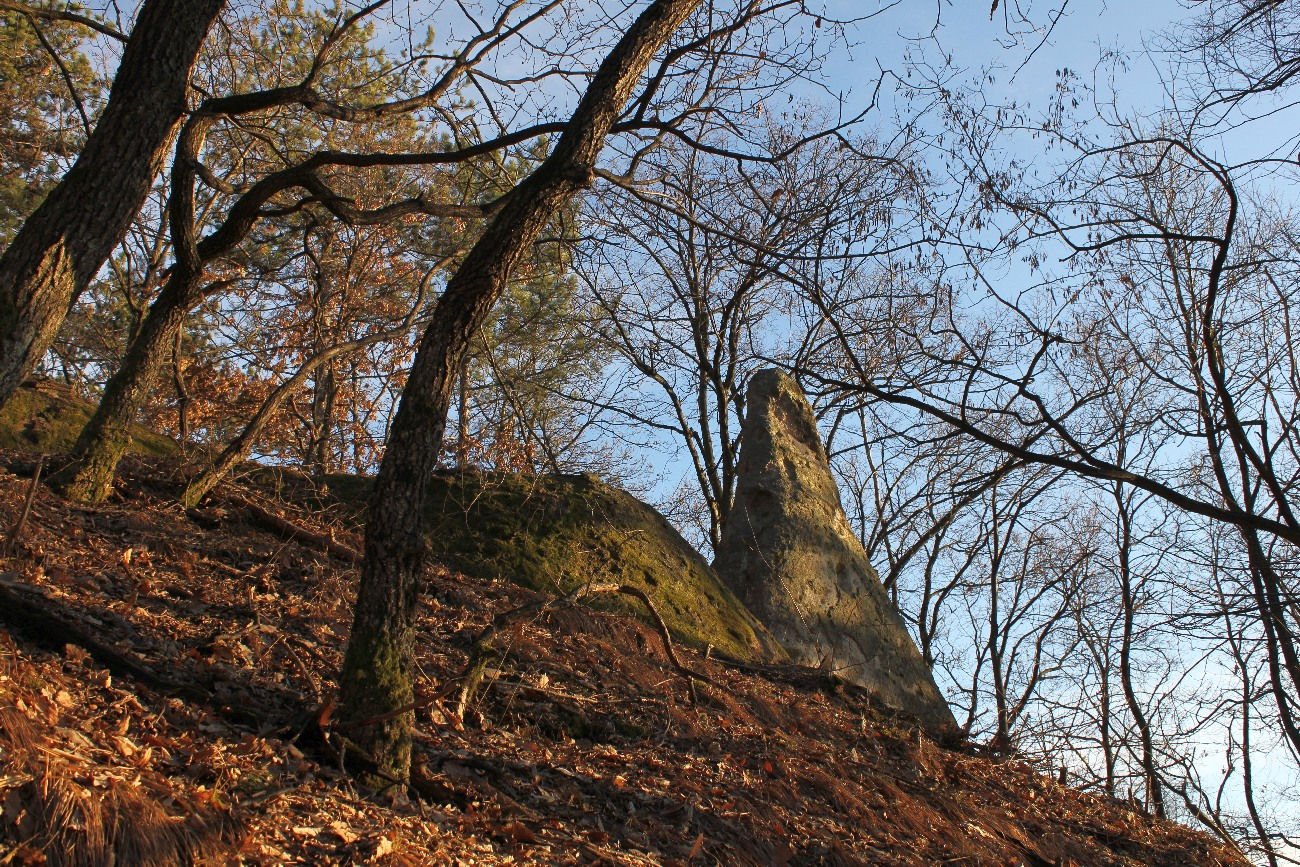
Cserépfalu, Ördögtorony

## Fülkék
Az átlagosan 60 cm magas, 30 cm széles és 25–30 cm mély fülkék peremén – az épségben lévőknél még jól láthatóan – bemélyedő keret fut körbe, széleiken néhol lyukak is kivehetők. Ezek a nyomok arra utalnak, hogy a fülkéket lefedték, a fedlapot a lyukakba vert ékekkel rögzítették. A keretnyommal rendelkező fülkék elég rendszertelenül vannak elhelyezve a sziklafalakon, a nyílások rendkívüli formagazdagsága pedig megkövetelte, hogy mindegyikhez egyedi méretű és alakú fedelet készítsenek. Bizonyos megfontolások alapján felmerült a keretezés díszítő, jelző funkciójának gondolata is.

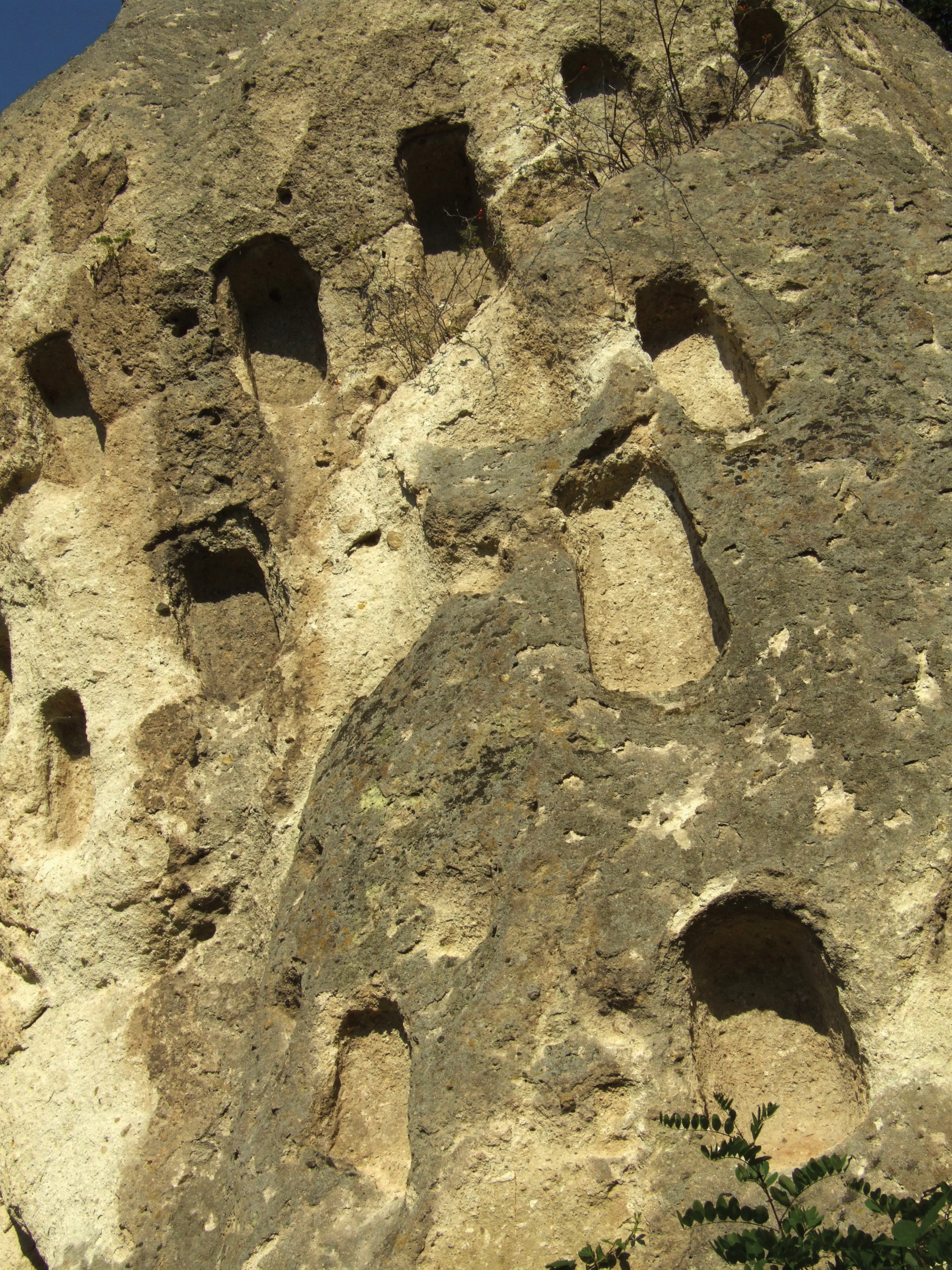
Fülkés sziklafal
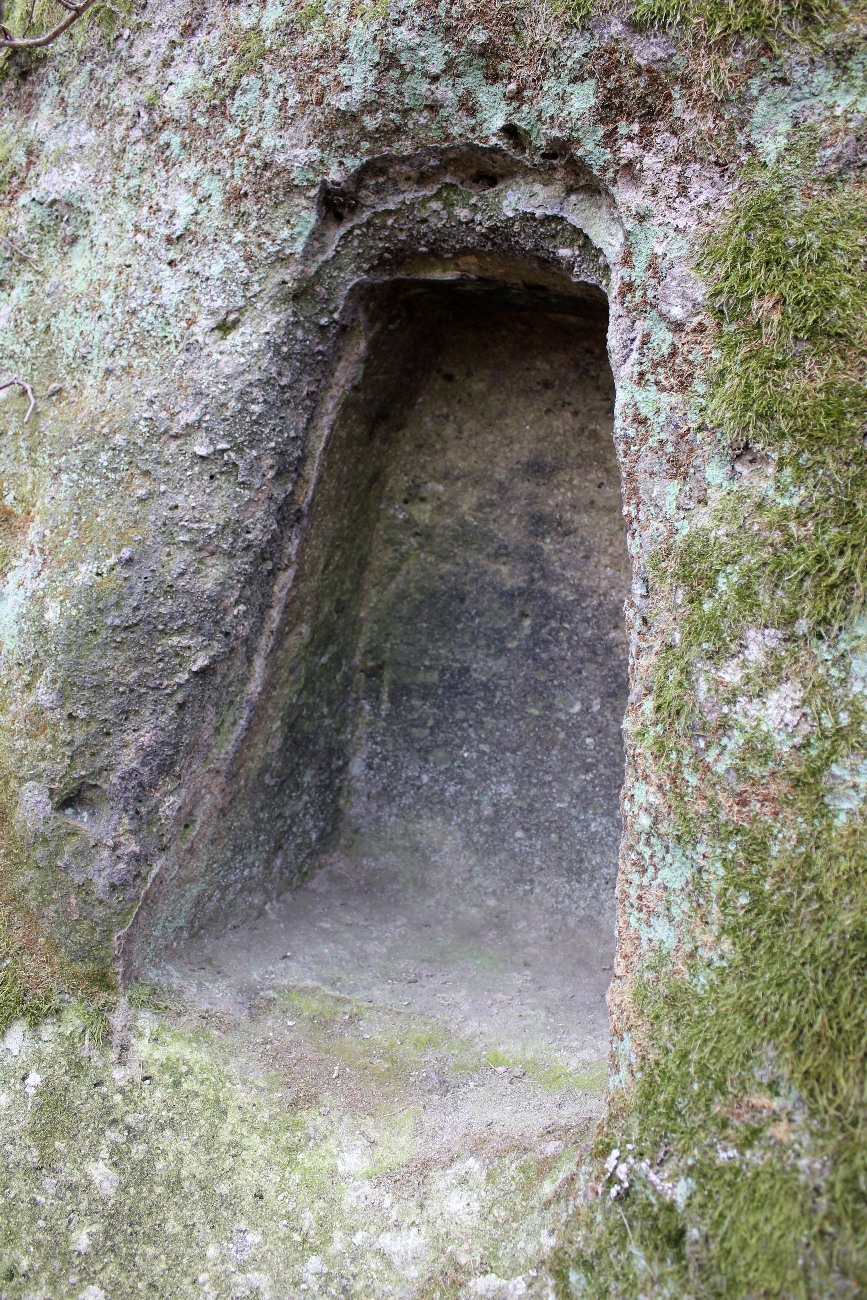
Cserépváralja, Setét-völgy, 1. fülke
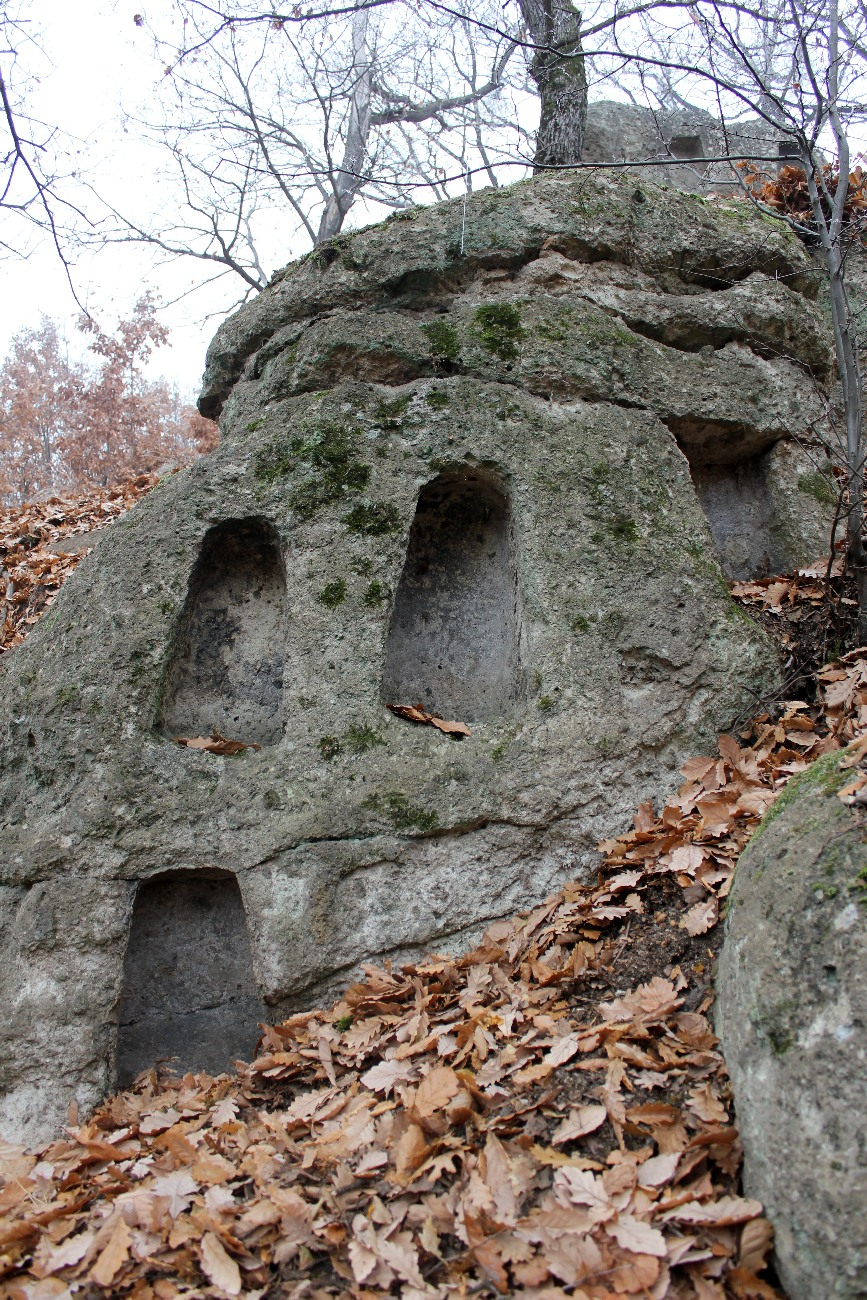
Cserépváralja, Köves-lápa, 1. szikla
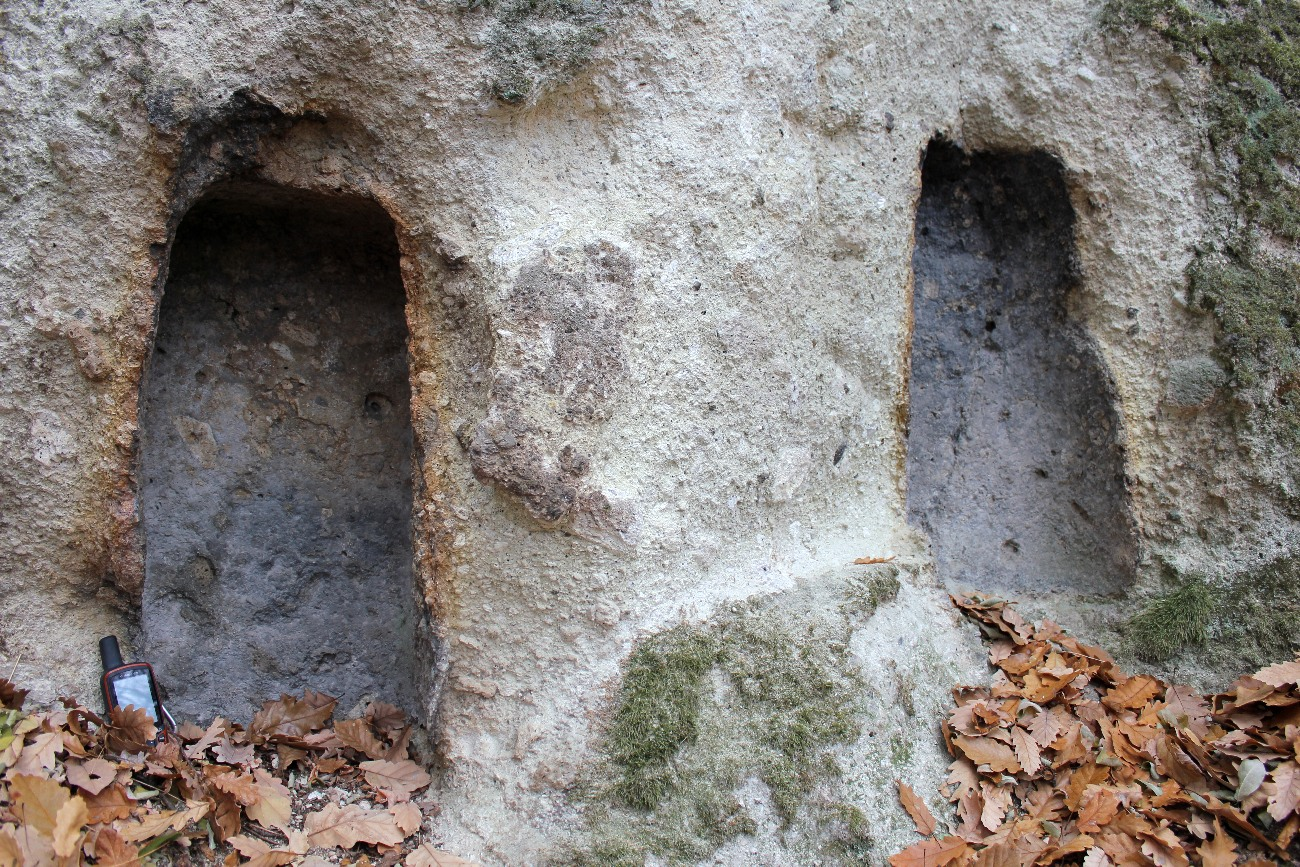
Cserépváralja, Furgál-völgy, 4. kúp
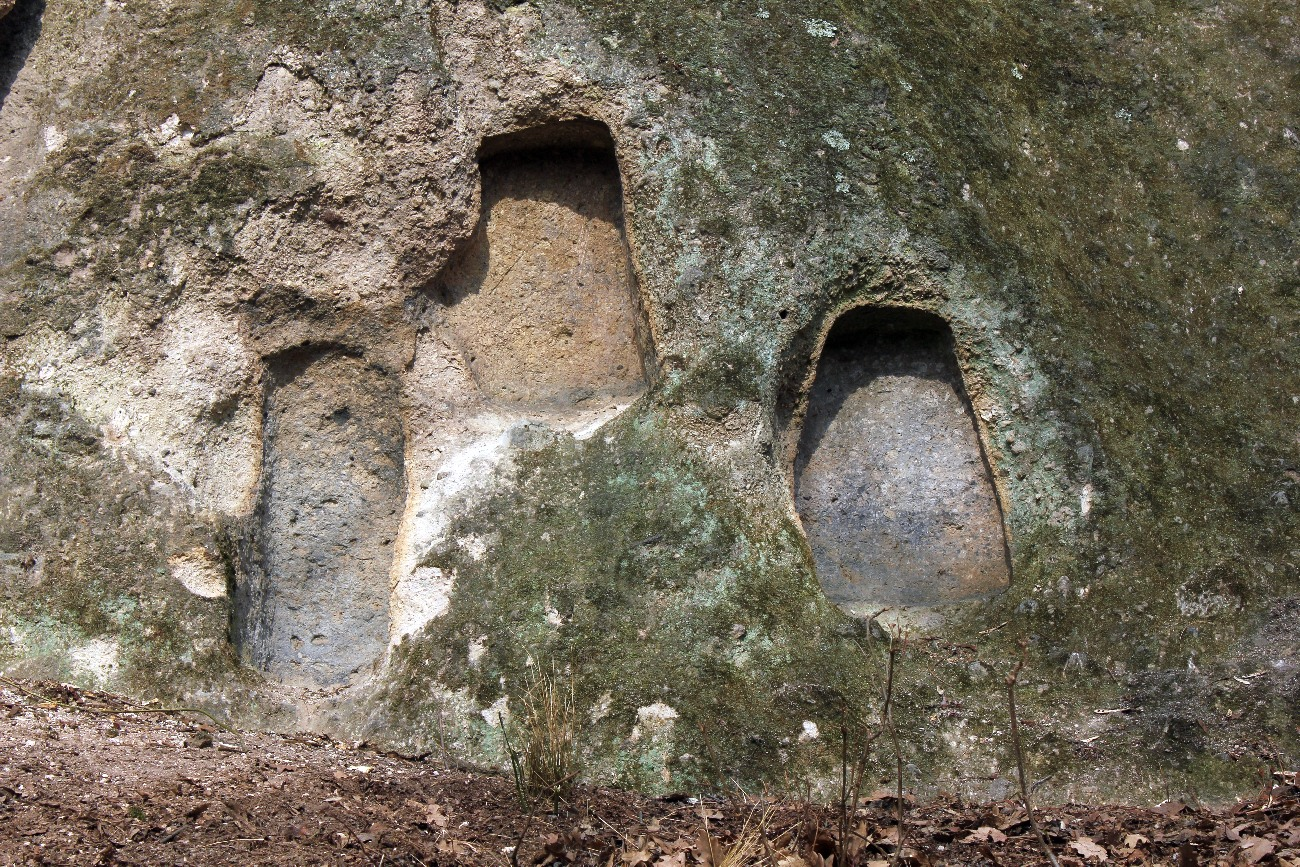
Cserépváralja, Csordás-völgy, 1. kúp, 5-6-7. fülkék
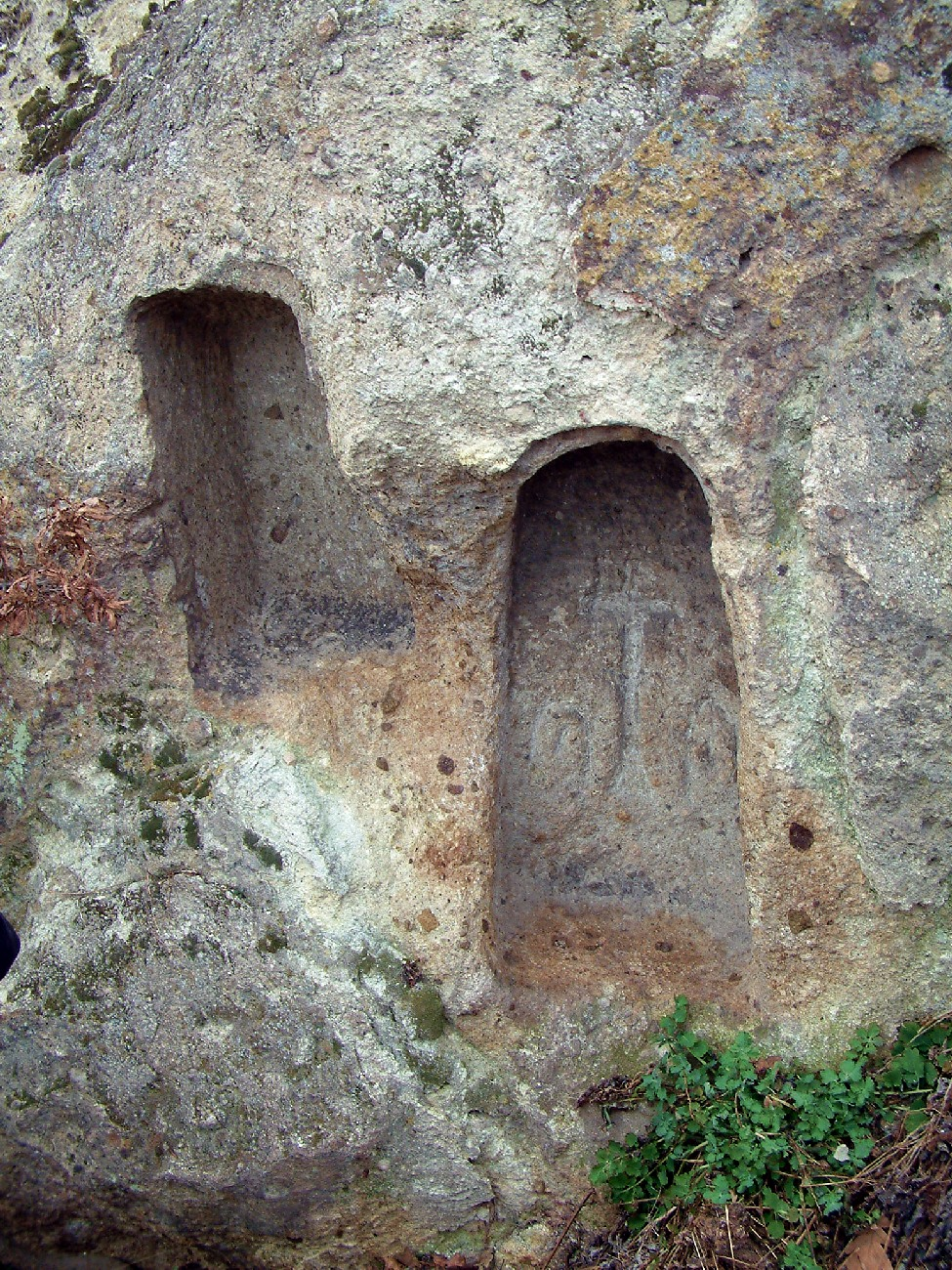
Szomolya, Kaptár-rét, 4. szikla, 39. és 38. fülke
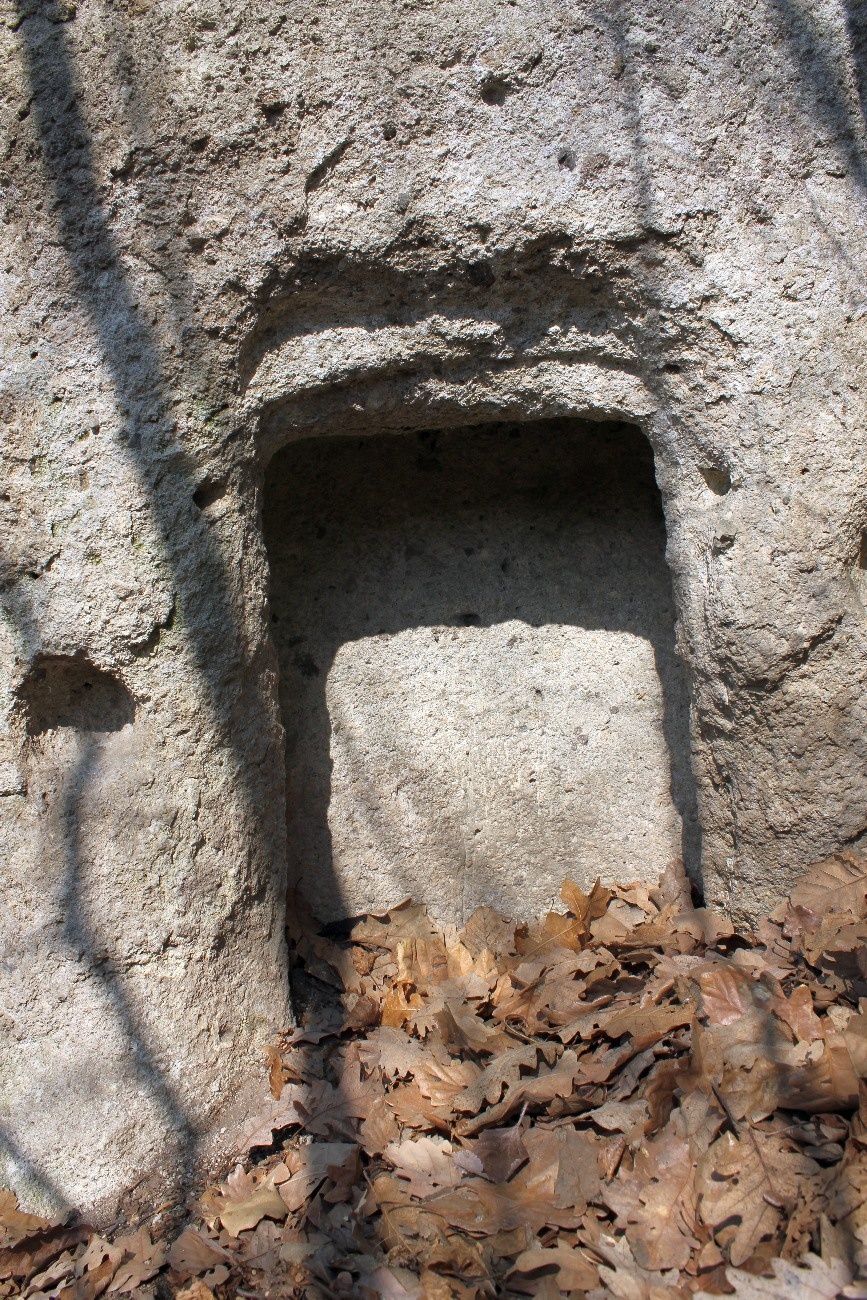
Eger, Cakó-tető, 1. szikla, 5. fülke
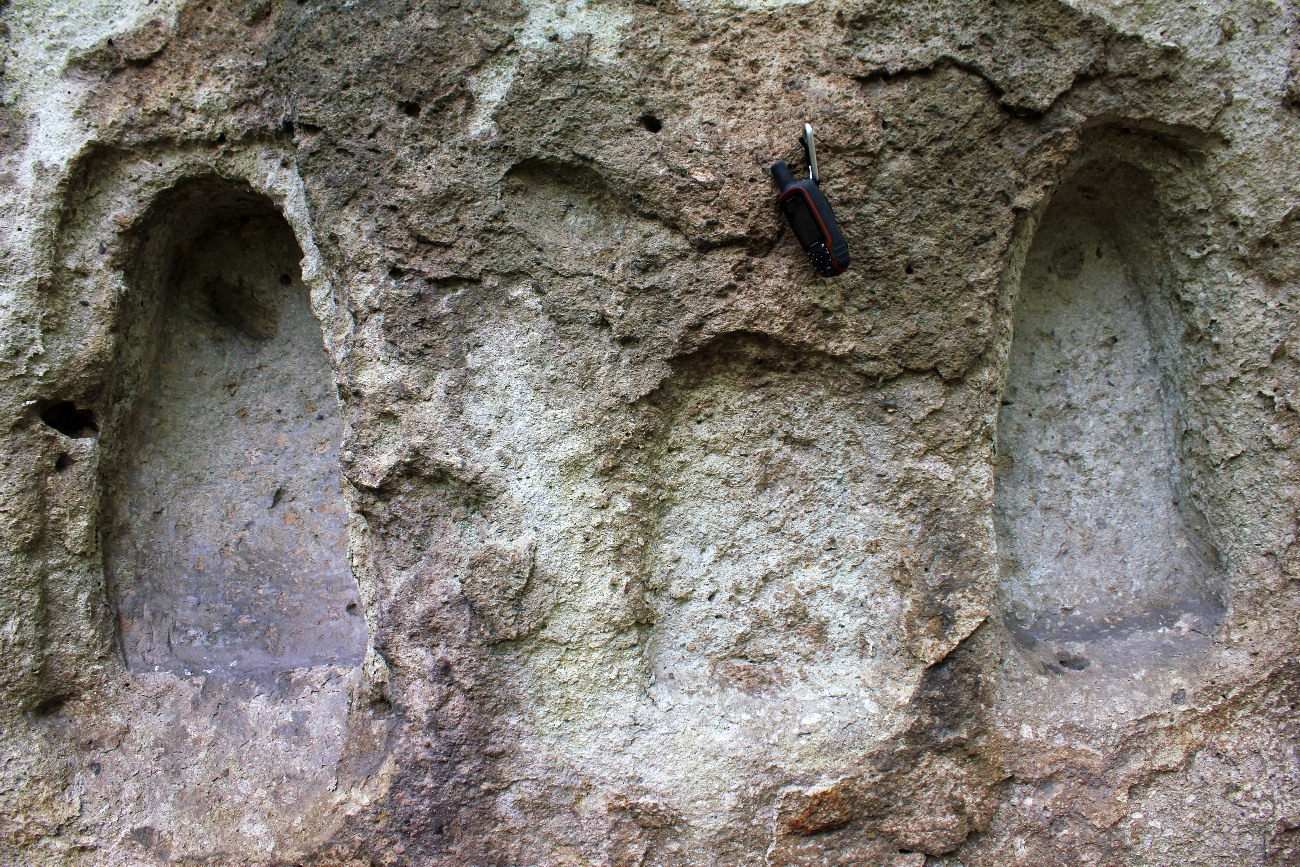
Eger, Nyerges, Ny., 7-6-5. fülke

## Lelőhelyek

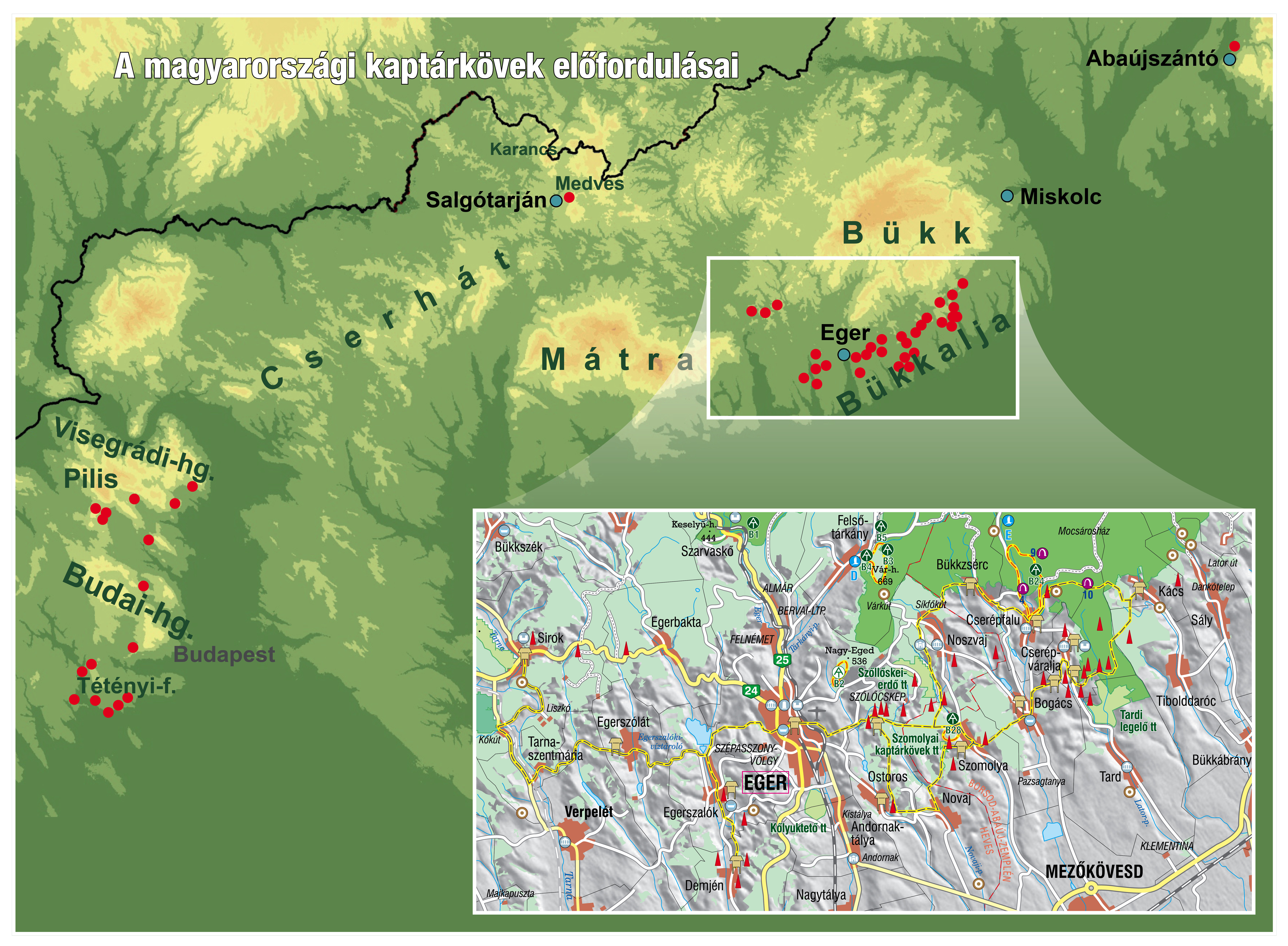
A magyarországi kaptárkövek előfordulásai

Legtípusosabb csoportjuk Eger határában (Nyerges-hegy, Mész-tető, Cakó-tető), Szomolya mellett (Vén-hegy, Kaptár-rét) és Cserépváralja környékén (Mangó-tető – Nagykúp, Furgál-völgy, Csordás-völgy) lelhető fel, de ezeken kívül Sirok, Egerbakta, Egerszalók, Demjén, Ostoros, Noszvaj, Bogács, Cserépfalu, Tibolddaróc és Kács határában is találunk kaptárköveket. A Bükkalján jelenleg 41 lelőhelyen 82 kaptárkövet ismerünk, a sziklaalakzatokon pedig 479 fülkét számolhatunk össze. Ezek részletes felsorolását az táblázat, bemutatásukat pedig a Kaptárkőtár (Bükkalja) fejezetrész tartalmazza.
A kaptárkövek kisebb csoportja Pest vármegyében – a Tétényi-fennsíkon, a Budai-hegységben, a Pilisben és a Visegrádi-hegységben – lelhető fel. Az itteni 17 előfordulás 31 sziklaalakzatán 86 fülke vált ismertté.
A fenti két csoportosnak tekinthető előforduláson kívül néhány szórványlelőhely is ismert. A kaptárkövek legkeletibb előfordulása az abaújszántói Hömpörgő-völgy Ördög-sziklája (B.1; 5 fülke). A Medves-fennsíkon is található egy előfordulás, a Salgótarján közelében emelkedő Pécs-kőn (4 fülke). A csákvári Haraszt-hegyen 2007-ben vált ismertté 2 fülke. A Balaton-felvidéken két, jellegében különböző előfordulás ismert: a tihanyi Óvár-hegyen (Barátlakások, 1 fülke) és a balatonkenesei Part-főn (Tatár-likak, 1 fülke).
Hazánkban 2013-ig összesen 56 előfordulás 104 sziklaalakzatán 564 fülke topográfiai felmérése történt meg.

## A bükkaljai kaptárkő-lelőhelyek jegyzéke
| Azonosító kód       | Kaptárkő/kaptárkő-csoport neve        | Település neve      | Fülkés sziklák száma | Fülkék száma |
| ------------------- | ------------------------------------- | ------------------- | -------------------- | ------------ |
| B2                  | Kecske-kő                             | Kács                | 1                    | 3            |
| B3                  | Ablakoskő-völgy, Karud alja és árnyék | Tibolddaróc         | 1                    | 6            |
| B4a                 | Setét-völgy                           | Cserépváralja       | 1                    | 5            |
| B4b                 | Koldustaszító                         | Cserépváralja       | 1                    | 6            |
| B4c                 | Köves-lápa, Karud délnyugati oldala   | Cserépváralja       | 2                    | 11           |
| B4d                 | Nagy-Bábaszék – Bábaszék              | Cserépváralja       | 1                    | 12           |
| B4e                 | Nagy-Bábaszék – Szőlő-tető            | Cserépváralja       | 1                    | 1            |
| B4f                 | Nagy-Bábaszék – Nyúl-völgy oldal      | Cserépváralja       | 1                    | 1            |
| B4g                 | Furgál-völgy                          | Cserépváralja       | 5                    | 32           |
| B4h                 | Csordás-völgy                         | Cserépváralja       | 5                    | 31           |
| B4i                 | Mangó-tető(Nagykúp, Kiskúp)           | Cserépváralja       | 2                    | 30           |
| B4j                 | Vén-hegy                              | Cserépváralja       | 2                    | 3            |
| B5                  | Ördögtorony (Mész-hegy)               | Cserépfalu          | 1                    | 3            |
| B6                  | Hintó-völgy                           | Bogács              | 1                    | 5            |
| B7a                 | Vén-hegy (Kaptár-rét, Kaptár-völgy)   | Szomolya            | 8                    | 117          |
| B7b                 | Ispán-berki-tető                      | Szomolya            | 3                    | 7            |
| B7c                 | Gyűr-hegy                             | Szomolya            | 1                    | 4            |
| B7d                 | Csobánka                              | Szomolya            | 1                    | 4            |
| B8                  | Pokololdal (Bábaszék)                 | Tard                | 1                    | 2            |
| H1a                 | Farkas-kő (Pocem)                     | Noszvaj             | 1                    | 1            |
| H1b                 | Dóc                                   | Noszvaj             | 3                    | 6            |
| H1c                 | Pipis-hegy                            | Noszvaj             | 1                    | 2            |
| H2a                 | Cakó-tető                             | Eger                | 4                    | 36           |
| H2b                 | Mész-völgyi szikla                    | Eger                | 1                    | 6            |
| H2c                 | Mész-hegy déli sziklacsoport          | Eger                | 3                    | 22           |
| H2d                 | Nyerges-hegy keleti oldala            | Eger                | 1                    | 7            |
| H2e                 | Nyerges-hegy nyugati oldala           | Eger                | 4                    | 20           |
| H2f                 | Pajdos                                | Ostoros             | 2                    | 10           |
| H3a                 | Betyárbújó (Öreg-hegy)                | Egerszalók          | 1                    | 1            |
| H3b                 | Menyecske-hegy                        | Egerszalók          | 2                    | 4            |
| H3c                 | Kőbújó                                | Egerszalók          | 1                    | -            |
| H4a                 | Bányaél (Kő-tető)                     | Demjén              | 1                    | 23           |
| H4b-c               | Hegyes-kő-tető és Ereszvény-völgy     | Demjén              | 8                    | 36           |
| H4d                 | Remete-völgy                          | Demjén              | 1                    | 6            |
| H5                  | Szent-völgy                           | Egerbakta           | 1                    | 3            |
| H6a                 | Rozsnaki-völgy                        | Sirok               | 1                    | 1            |
| H6b                 | Törökasztal és Bálványkövek           | Sirok               | 1                    | 3            |
| H6c                 | Siroki Vár-hegy                       | Sirok               | 2                    | 3            |
| H6d                 | Földkunyhó-tető                       | Sirok               | 1                    | -            |
| H7a                 | Vizes-völgy                           | Ostoros             | 1                    | 1            |
| H6b                 | Tag-gödör                             | Ostoros             | 2                    | 5            |
| Bükkalján összesen: | Bükkalján összesen:                   | Bükkalján összesen: | 82                   | 479          |

## Kutatástörténet
A kaptárfülkék rendeltetésével kapcsolatban számos feltevés, elmélet született. E téma első alapos kutatója az egri történész-régész pap, Bartalos Gyula szerint a kaptárkövek síremlékek voltak, s a fülkékbe az elhunytak hamvait rejtő urnákat helyezték. A kőfülkék kifaragását eleinte a hun-magyarokhoz, később a keltákhoz illetve a szkítákhoz kötötte. Klein Gáspár Borsod vármegyei főlevéltáros a vakablakoknak bálványtartó, áldozat-bemutató rendeltetést valószínűsített, s azokat honfoglalás kori emlékeknek tartotta. Már Bartalos megemlítette – hangot adva kételyeinek – a ma leginkább ismert és elfogadott véleményt, miszerint a fülkékben hajdan méhészkedtek: „A köznép, mely a pillanat hatása alatt okoskodik, a fülkékről kaptárköveknek mondja e sziklákat, szerinte ezek a régi ember méhese lettek volna, mintha kőben és árnyékos oldalon laknék a méh.” – írta 1891-ben az Archaeologiai Értesítő lapjain. A sziklaméhészeti rendeltetés legmeghatározóbb képviselője Saád Andor miskolci orvos volt, aki Korek József régésszel az 1960-as évek elején néhány ásatást is végzett kaptárkövek előterében, Cserépváralján és Szomolyán. A régészeti feltárások során előkerült 11-14. századból származó leletek azonban egyik feltevés igazolására sem szolgáltattak bizonyítékot.

## Régészeti feltárások
A kaptárkövek titkának felfedésére eddig viszonylag kevés régészeti feltárást végeztek, s azok is kevés leletanyagot szolgáltattak.
A sziklaméhészeti rendeltetés legmeghatározóbb képviselője Saád Andor miskolci orvos és Korek József régész az 1960-as évek elején végzett ásatást cserépváraljai és szomolyai kaptárkövek előterében. A cserépváraljai Nagykúp előteréből két darab 11–12. századra datált edénytöredék (hullámvonalas kerámia) és egy karddarab (magasabb szintről pedig üvegdarab és egy kovácsoltvas mécstartó) került elő. Szomolyán, az V. sziklavonulaton lévő természetes hasadék mentén kialakult, ember nagyságú üreg feltöltésében és annak előtérben 14–15. századi kerámiatöredéket találtak. A szerény leletekből messzemenő következtetéseket vontak le a fülkék használatának idejére vonatkozóan: „… a fülkék i. sz. után a 11-15. században voltak használatban.” Fontos megjegyezni, hogy ezek a leletek csak a fülkék Árpád-kori használatát – és nem kezdetét! – igazolják. A tufakúp előtti kőzetfelszínbe mélyítve csatornákat, több kisebb és egy nagyobb (60×40 cm széles és 70 cm mély) mélyedést találtak. Nehéz azonosulni Korek véleményével, aki szerint „valószínűleg vízfelfogó és tároló berendezéssel állunk itt szemben, amely a méhészettel lehetett kapcsolatban.”

## Rendeltetés

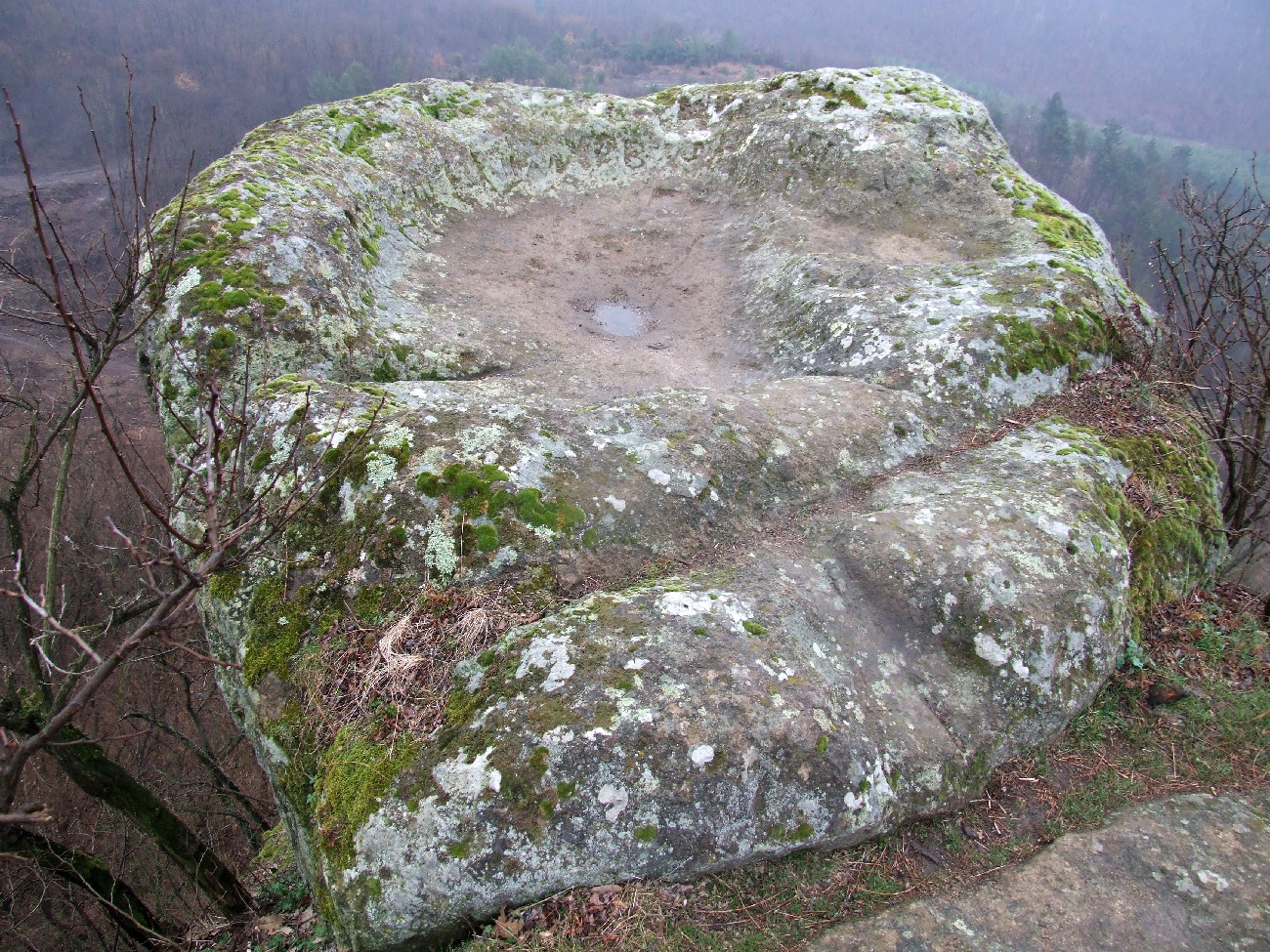
Sirok, Törökasztal

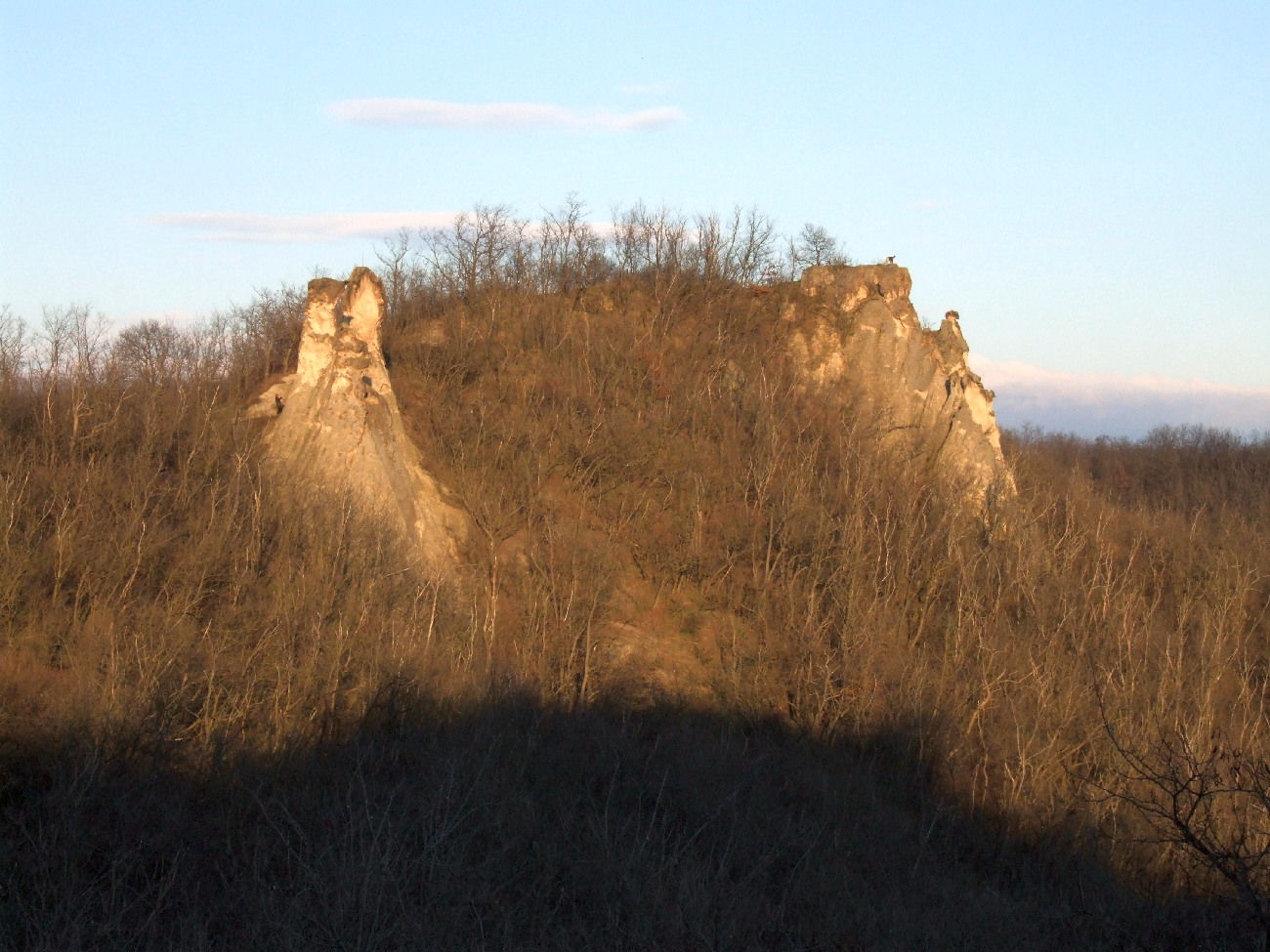
Sirok, Törökasztal

A csekély régészeti és néprajzi adatok ellenére mégis az a nézet vált elfogadottá és a közvélemény számára ismertté, hogy a kaptárkövek fülkéi a középkori erdei sziklaméhészet emlékei s a méhészetnek ezt a formáját vagy a honfoglalás kor magyarsághoz csatlakozott kabarok vagy a régebbi korokban egy Balkán-félszigetről idemenekült trák-illír népcsoport, az agriánok honosították meg.
A kaptárkövek fülkéinek méhészkedésre történő felhasználásával kapcsolatban felmerül azonban néhány kétség. Elgondolkodtató a fülkék égtájak szerinti változatos elhelyezkedése éppúgy, mint a talajszinthez közeli vagy éppen megközelíthetetlen helyre, sötét, hűvös sziklahasadékokba, vízmosások falába faragott fülkék jelenléte. De a keskeny és sekély, sőt előrebukó fülkék esetében is kizárható a méhtartás. A 11. századtól írásos adatok tanúskodnak a méhészet meglétéről, oklevelekben olvashatunk erdei méhészekről, méhvadászokról, de a sziklaméhészetről hallgatnak a források. A szájhagyományok pedig megoszlanak a kultikus és a gazdasági rendeltetés közt. A kaptárkövek rejtélye tehát még nem oldódott meg.
A sziklák megfaragásának okát, a fülkék rendeltetését ma még nem ismerjük. A „Kik? Mikor? Miért?” kérdésekre még nem tudunk megnyugtató válaszokat adni. Az eddigi kutatások eredményei, a topográfiai adatok kiértékelése nyomán nyert statisztikai valószínűség azonban a kaptárkövek fülkéinek méhészeti rendeltetése ellen szólnak, míg „a kultikus, áldozati célú fülkehasználatot illetően nem fogalmazódott meg kizáró ok.”
Az alapvető kérdések azonban továbbra is nyitottak:
1. Mi volt a fülkékhez kapcsolódó kultikus szertartás, rítus, a mögötte álló vallásalakulat és mitológia?
2. Mettől meddig tartott a fülkék kifaragásának és használatának (a kaptárkövekhez kapcsolódó kultusz gyakorlásának) ideje?
3. Kik voltak a fülkekészítők és rítusgyakorlók? Melyik népességhez (csoporthoz, nemzetséghez, etnikumhoz, nemzethez) köthetjük a kaptárkövek faragványainak kialakítását?

A kérdések megválaszolását – okleveles adatok hiánya és a néphagyomány ellentmondásossága miatt – a régészeti feltárásokon túl, a mai napig a topográfiai adatok figyelembevételével tartjuk lehetségesnek. Jelen helyzetben két irányban tájékozódhatunk:
1. az egyik, az „azonos analógiák” bővítése, azaz a keretes fülkék más vidékeken történő keresése és az analógiákhoz társuló adatok bevonása;
2. a másik, a kaptárköveken, illetve a tágabb környezetükben fellelhető és a fülkékkel kapcsolatban lévő egyéb kőfaragási jelenségek (kőkultúra) vizsgálata.

Tehát nagyon fontos a fülkés sziklákon előforduló egyéb kőfaragási nyomok (lyukak, csatornák, tál alakú mélyedések, kőüstök) áttekintése és elemzése, már csak azért is, mert az eddig ismertté vált analógiák sok szempontú összevetése és elemzése ezáltal történhet meg.

## Mikor?
Az Eger melletti Nyerges-hegy kaptárkövein végzett geomorfológiai vizsgálat, fülkeperiodizációs kísérlet alapján ma már megkísérelhetjük a fülkék kifaragásának három nagyobb ritmusát az abszolút időszámításba beilleszteni:
- első generáció: 5–6. század (400–550 között) – hunok, szarmaták kora;
- második generáció: 7–8. század (670–800 között) – avarok (onogur-bolgárok) kora;
- harmadik generáció: 10–16. század (900–1500 között) – magyarok kora;

Az egész Bükkalját áttekintve ehhez annyit szükséges hozzátenni, hogy nagy valószínűséggel az első fülkéket jóval a nyergesi első generáció megjelenése előtt faragták ki. Ezek korának megállapítása azonban még további alapos vizsgálatok elvégzését és az analógiák feltárását igényli. Régészeti leletek pedig csak a harmadik generációhoz kapcsolódnak: a kerámiatöredékek a fülkék Árpád-kori használatát (és nem kezdetét!) igazolják.

## Kik?
A fülkeperiodizáció révén meghatározott tág időintervallum, valamint a kaptárkőmező területi kiterjedése leginkább azt igazolja, hogy a fülkékhez kapcsolódó rítust gyakorlók köre már a népvándorlás korában (hun korban) is, majd az avarok és az onogurok (késő avarok) idején, valamint a magyar honfoglalást követően is ezen a területen élt és jól elkülönülő részét képezte a mindenkori államalakulatok lakosságának.

## Miért?

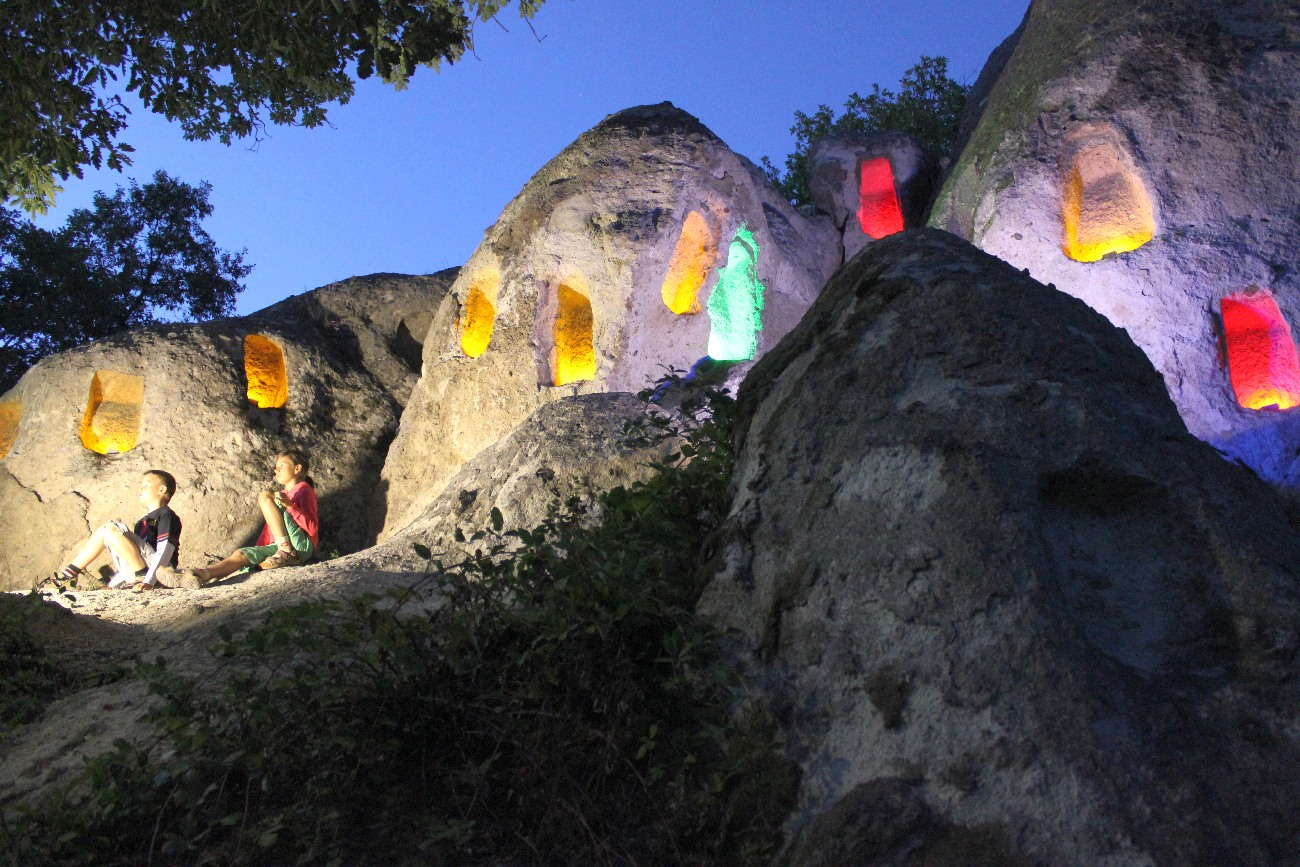
Szomolya, Kaptár-rét

I. László 1. számmal jelölt törvénykönyvében (1092. Szabolcs) lefektetett 40 egyházi intézkedés egyik törvénypontja (decr. 1. 22.) fellép a pogány szertartások ellen, megtiltja a forrásoknál, vizeknél, fáknál, köveknél történő pogány áldozati szertartásokat: „…quicunque ritu gentilium iuxta puteos sacrificaverit, vel ad arbores et ad fontes, et lapides oblationes obtulerit…” (aki pogányszokás/nemzetségi-nemzeti szertartás szerint kutak mellett áldozik vagy fákhoz, forrásokhoz és kövekhez ajándékokat visz…). Nem bizonyítható, de könnyen elképzelhető, hogy a lapis szó értelmébe – mely Ipolyi Arnold szerint egyfajta pogány oltárkövet, kőoltárt jelenthet – a kaptárkövek is beletartoznak.
A kaptárkövek – a sziklák felületébe faragott fülkék, lyukak, tál alakú mélyedések, csatornák – mibenlétét e pogány vallásgyakorlás sajátosságai felől is meg lehet közelíteni Ipolyi Arnold: Magyar Mythológia című munkája segítségével.
Áld, áldozat. „Az isteni tisztelet kitűnő jelensége az áldozat, az istenségnek nem csupán szóval, de tettel, ajándékkal tisztelése.”
Szent helyek. „Hogy őskorunkban hasonlóan (t. i. mint a szkítáknál, a szabadban) végeztetett az isteni tisztelet alkalmilag választott bizonyos helyeken, nemzetünk költöző, vándor, barang élete gyaníttatja; hogy az ily helyek az ősi természetvallási tisztelethez alkalmazva választattak, a természetelem tiszteletet feltételezi; mint ezt emlékeink is tudják még. László törvénye tiltja még a források, vizek, fák s kövek melletti pogány áldozatokat...”
Oltár. Az áldozati szertartások elvégzésére oltárokat állítottak, lapos oldalú, különleges köveket alkalmazva. Nagy valószínűséggel „László törvényeiben is a köveknéli áldozás eltiltása egyenesen ilyen oltárkövekre vonatkozik”. Középkori okiratokban, határjelentésekben gyakran szerepelnek oltárkövek, menedékkövek, bálványkövek.
Bálvány. „Voltak-e bálványaink is? Valószínűleg. A kő, melyen az állati véres áldozat leölettetett, szétvágatott, s az áldomásnál asztal és tálul szolgált; s az, mely a halott sírját jelölte, nem csak oltárrá lesz, de idővel bálvánnyá emelkedik, az oltár és sír felett álló alakká képeztetik.”
Néző. A később bálványokká magasztosult oltárköveken a táltosok, garaboncosok, deákok, a pogány idők tudós szerzetei, papjai – kiket boncosoknak is hívtak – végezték szertartásaikat. A boncos elnevezés Ipolyi szerint arra figyelmeztet bennünket, hogy „ők valának talán pogány vallásunk azon bélnézői, az állatok béléből jóslók, kikről krónikáink… még emlékeznek.” A táltosok, mágusok, bölcsek, jósok, bűvösök, bájosok, varázslók, bélnézők, hugybanézők, áldozatnézők, oltáron nézők különböző elnevezések, melyek a régi, pogány magyarok papjait jelölik.

## Analógiák

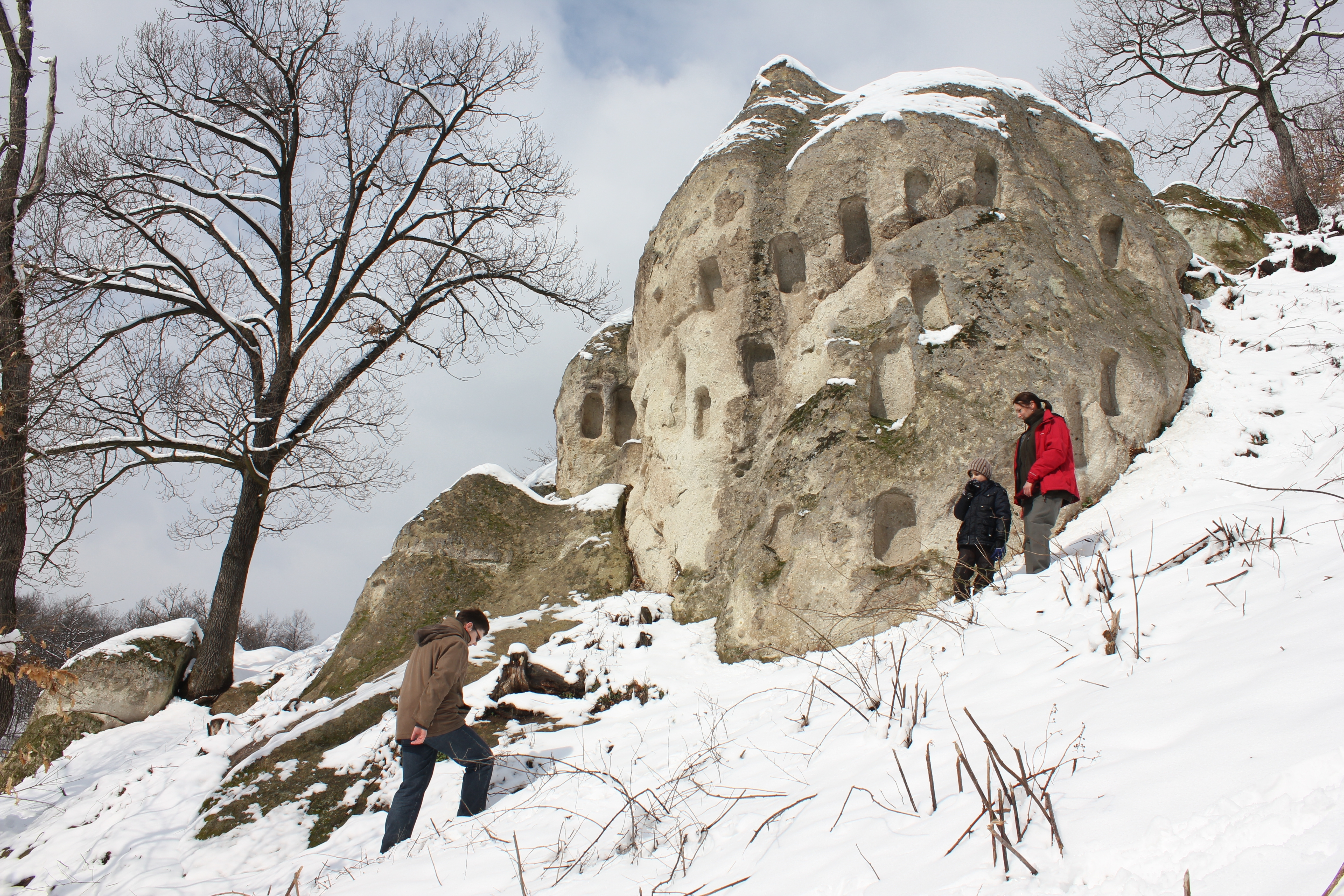
A Királyszéke télen

A fülkés sziklák rejtélyének megoldásában segítséget jelent az „azonos analógiák” bővítése, azaz a forma és méret tekintetében hasonló (esetleg a kerettel rendelkező) fülkék más vidékeken történő keresése és az analógiákhoz társuló adatok bevonása. A hazai előfordulásokon kívül fülkés sziklák Eurázsia számos helyén ismertek: a Mediterráneumtól Kisázsián át a Kaukázusig, sőt az Altajig (a Hovd-folyó völgyéig). A legközvetlenebb analógiák – a magyarországi kaptárkövekhez leginkább hasonló fülkés sziklák – a Balkán-félszigeten lelhetők fel: Bulgáriában a Provadiai-platón (Madara, Roják) és a Rodope-hegységben.
A kaptárkövek eredetét kutatva van tehát egy másik vonal, amin el lehet indulni, elrugaszkodva a kora középkortól, az agrián nép történetének nyomozása. A történelemtudomány Bonfini Egerre vonatkozó adatait nem kezeli kellő súllyal, pedig állításai mögött tények láncolata húzódik. Antonio Bonfini Egert a metanaszták vagy jászok tartományába helyezi és a város alapítóit, illetve névadóit a Rodope-hegység mellől elűzött agrián nevű trák–illír eredetű népben nevezi meg. Már Sztrabón Geógraphika hüpomnémata című művében tudósít a Balkánon élő agrián nevű illír néptörzsről.
Felvetődik tehát a kérdés, hogy kik lehettek az agriánok és mikor érkezhettek vidékünkre? Régebbi népnek kellett lenniük az i. e. 1. század vége felé az Alföldre települő szarmata jazigoktól, ha igaz a bizánci forrásokat jól ismerő Bonfini azon állítása, hogy a jazigok kiűzték Eger mellől a trák–illír földművelőket.
I. e. 730-tól erősödik meg a trák-kimmer törzsek inváziója a Fekete-tenger északi előtere felől s ez egybeesik a preszkíta bevándorlásokkal (mezőcsáti csoport). Az Eger városa fölött magasodó felsőtárkányi Vár-hegyen éppen ebben az időben, az i. e. 8. században (az ún. HaB3 periódus elején) épült meg a Kyjatice-kultúra telepének erődítése. A késő bronzkori – kora vaskori földvár sáncának létrehozása a preszkíta mezőcsáti csoport beáramlásának első hullámával függhet össze. Hogy a védművet ellenük építették-e meg vagy maga az újonnan érkező népcsoport emelte, nehéz eldönteni. Mindenesetre a felsőtárkányi leletek között megjelennek a badabagi–besut–besszarábiai–bulgáriai eredetű kerámiaformák, díszítménytípusok. Sőt, ez a nép ismerte a vasat, trák–kimmer fegyverzetet és lószerszámokat használt.
A második megoldási kísérlet egy hadjárathoz kapcsolódik. I. Dareiosz perzsa uralkodó i. e. 513-ban átkelt az Al-Dunán és behatolt a szkíták földjére, akiktől ugyan vereséget szenved, de a hadmozdulat a Balkánról trák népeket késztetett elvándorlásra. A régészet szerint ekkor, az i. e. 5. századtól a Kárpát-medencében és a Balkánon egységes színezetű kultúra található. A rómaiak ezen a területen trák nyelvű törzseket említenek. Talán ebben az időszakban érkeztek az agriánok a Bükkaljára.
Mindenesetre a kaptárfülkéket, fülkés sziklákat faragó népesség kutatása terén döntő lehet ez a balkáni vonal is. A Rodope-hegységi trák kultikus fülkék, sziklaszentélyek, melyeket a bolgár kutatók szerint urnatemetkezésre használtak az i. e. 1. évezredben, fontos analógiának tekinthetők, nem kizárt a kapcsolatuk a bükkaljai kaptárkövekkel, sziklafülkékkel.

## Kaptárkőtár (Bükkalja)

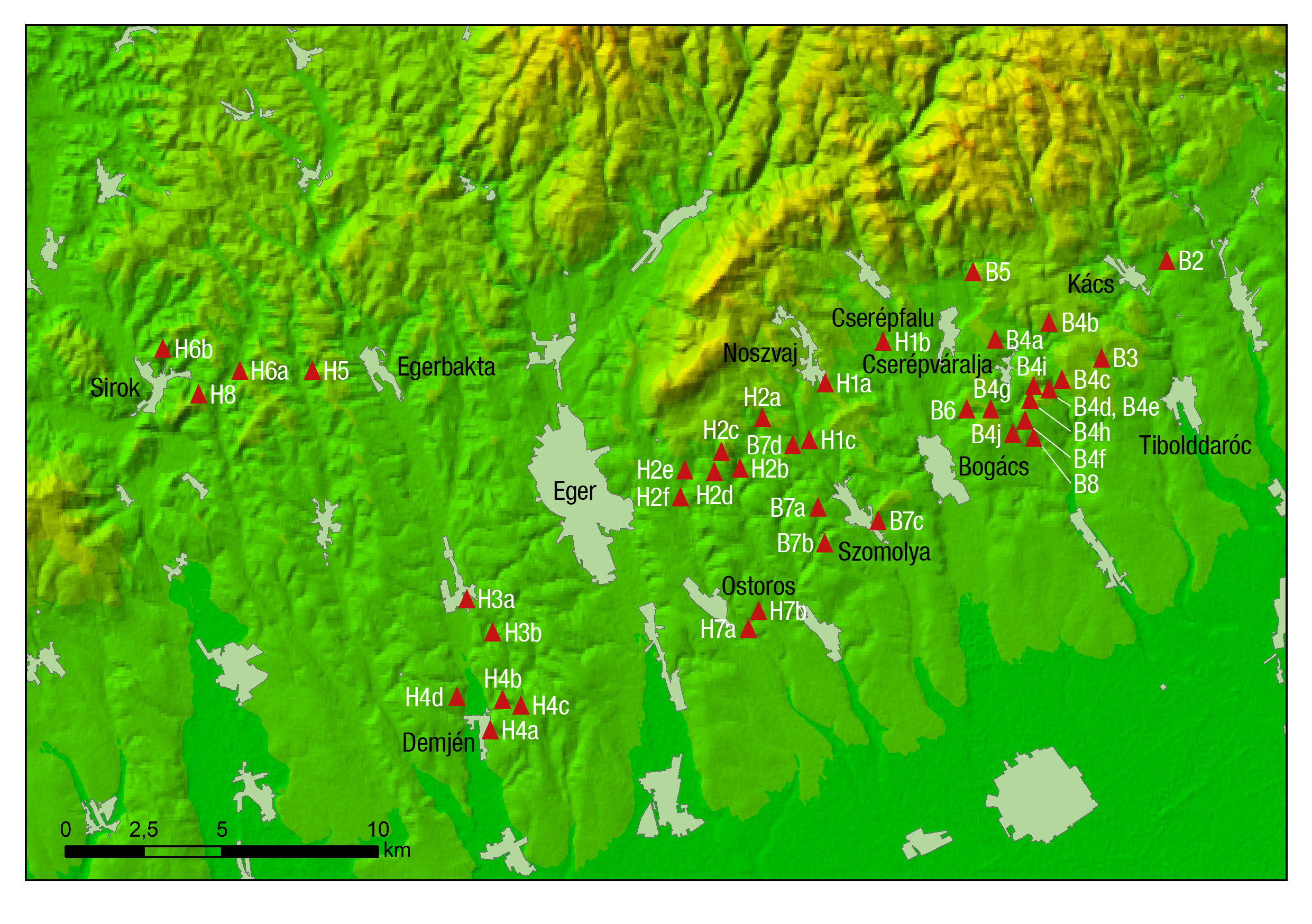
A bükkaljai kaptárkövek előfordulásai

### Cserépváralja és környéke

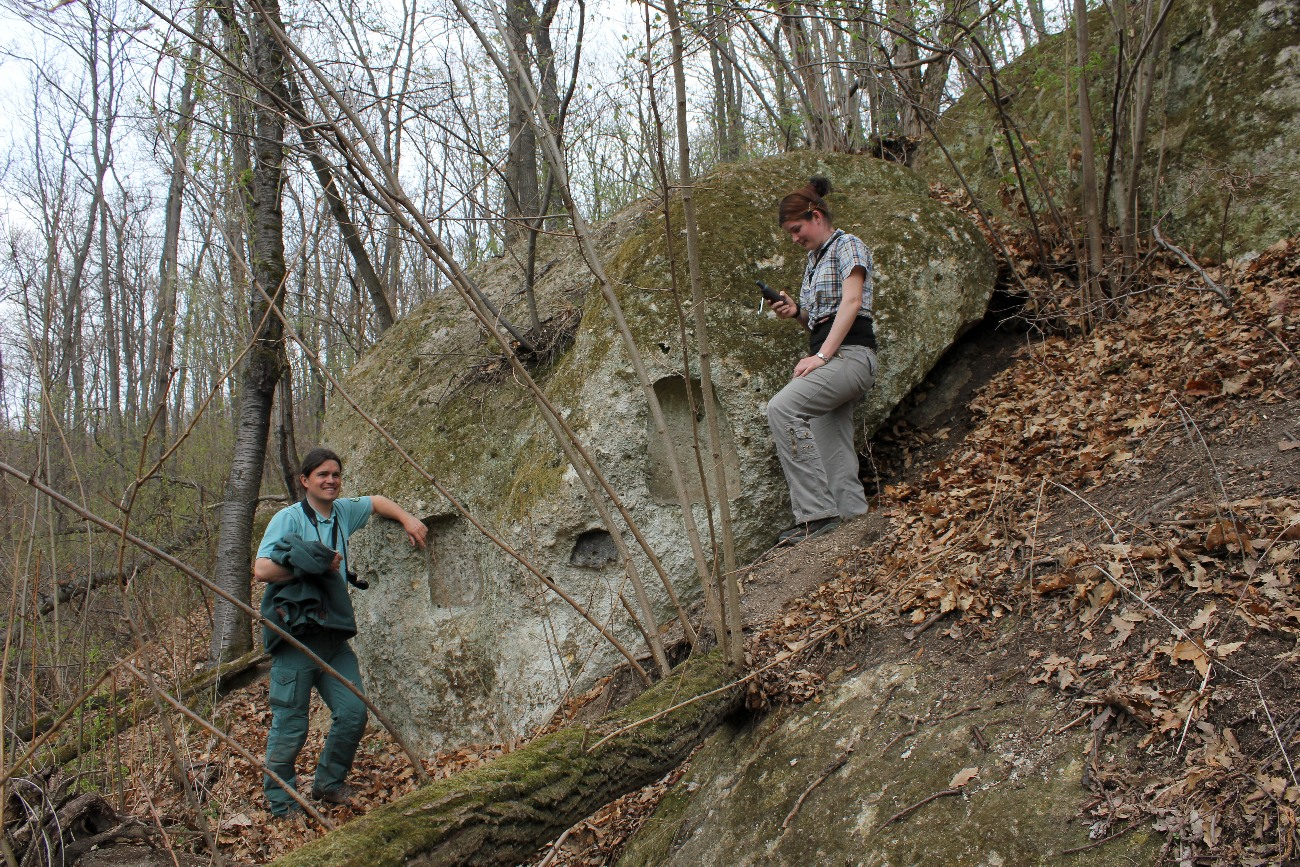
Tibolddaróc, Ablakos-kő-völgy

A Kács község keleti határában emelkedő Kecske-kő tető nyugati riolittufa-vonulatán mindössze három rossz állapotú fülke és három alaktalan fülkenyom, valamint a csúcsba befaragott lyuk látható (B.2). A Tibolddaróc melletti Ablakoskő-völgyben egy alacsony sziklakibúvás tömbjein 6 kaptárfülke van (B.3). A hasadékokkal tagolt riolittufa-vonulaton egyéb faragott felületek is láthatók (talán kőfejtés nyomai). Újonnan felfedezett kaptárkő-lelőhely a két erősen megkopott fülkével rendelkező sziklatömb a Bába-szék és a Hosszú-járó közötti vízmosásban (Pokol-oldal: B.8).
Cserépváralja határában 10 lelőhelyen 20 kaptárkövet ismerünk, amelyeken összesen 132 fülke számolható össze. A kaptárkövek zöme kúp formájú, köztük impozáns méretűek is vannak.

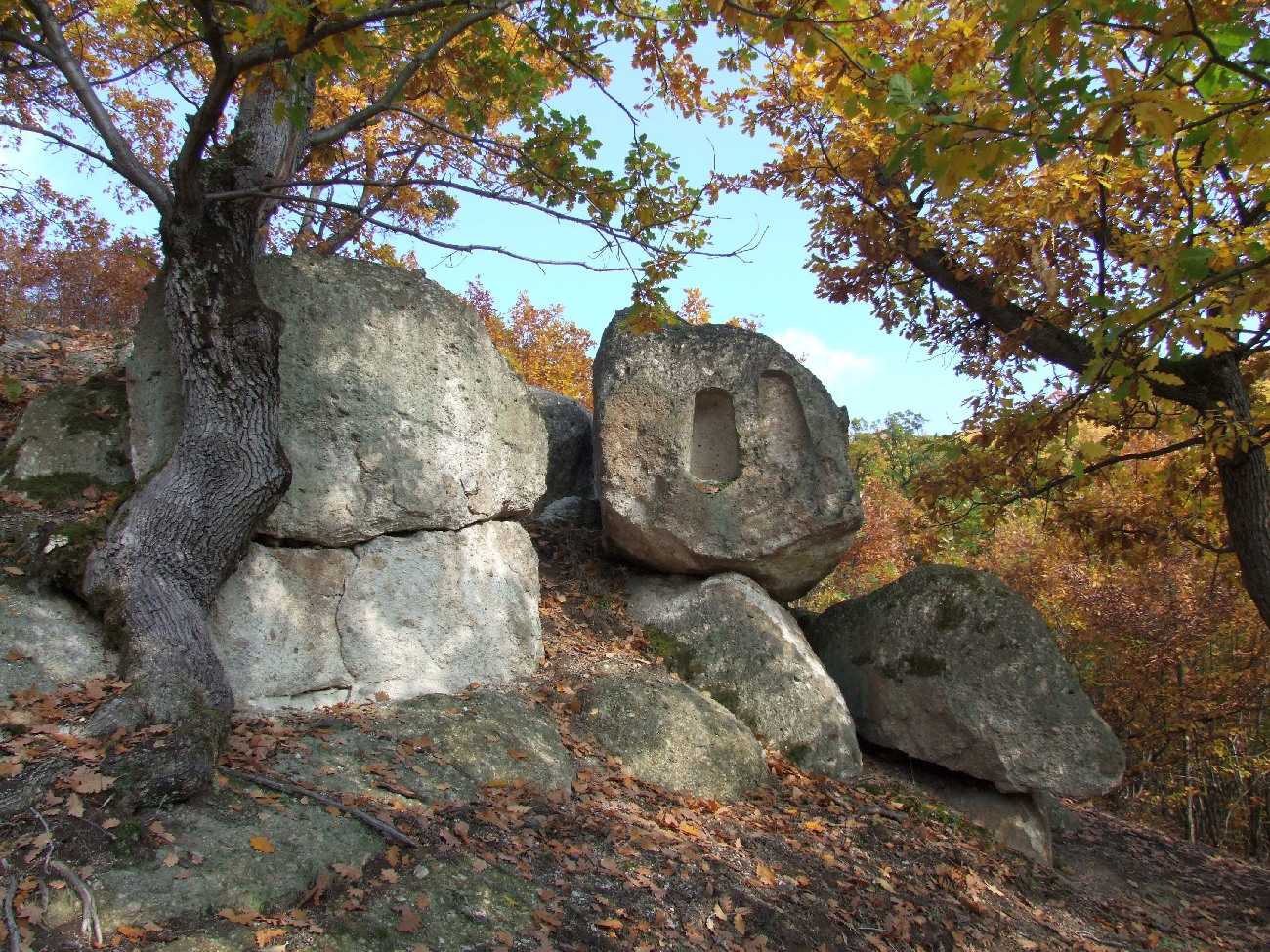
Cserépváralja, Köves-lápa

A Mangó-tető (B.4.i) déli oldalából kimagasló Nagykúp a legismertebb kaptárkő, amit idősebb lakosok Ördögtorony néven is emlegetnek. A Mangó-oldal riolittufa mélyútja (Törökút, Nagykőkapu) alatt, meredek lejtőből emelkedik ki a 16,2 m magas tufakúp. A különleges geomorfológiai képződmény oldalán 25 db erősen elkopott fülke látható. A hegyoldalhoz alacsonyabb gerinccel, nyakkal kapcsolódó kúpkő csúcsába egy mélyedés van faragva, amely Kolacskovszky Lajos 1934-ben megjelent cikkének fotóján is jól kivehető. A kaptárkő alatti völgy felé lejtő sziklafelszínbe pedig egy csatorna, valamint gödrök vannak vájva, melyekre az 1960-as Korek József vezette régészeti ásatás során találtak.
Az ásatások nem hoztak igazán értékelhető eredményt. A kaptárkő előteréből két darab, 11–12. századra datált edénytöredék (hullámvonalas kerámia) és egy karddarab (magasabb szintről pedig üvegdarab és egy kovácsoltvas mécstartó) került elő. Ezekből és a későbbi, szomolyai ásatások leleteiből azonban messzemenő következtetéseket vontak le a fülkék használatának idejére vonatkozóan. „Ezek szerint a fülkék i. sz. után a 11–15. században voltak használatban.” Vigyázni kell azonban az ilyen kategorikus kijelentésekkel, hiszen a használati idő alsó határát – a készítés idejét – két kerámiatöredék alapján nem lehet biztosnak tekinteni!
A Nagykúpot és a tőle keletre lévő 5 fülkés Kiskúpot, közvetlen környezetükkel együtt 1960-ban természetvédelmi területté nyilvánították. 1977. január 1-től a csordás-völgyi és Karud környéki kaptárkövekkel együtt a Bükki Nemzeti Park területére esnek.

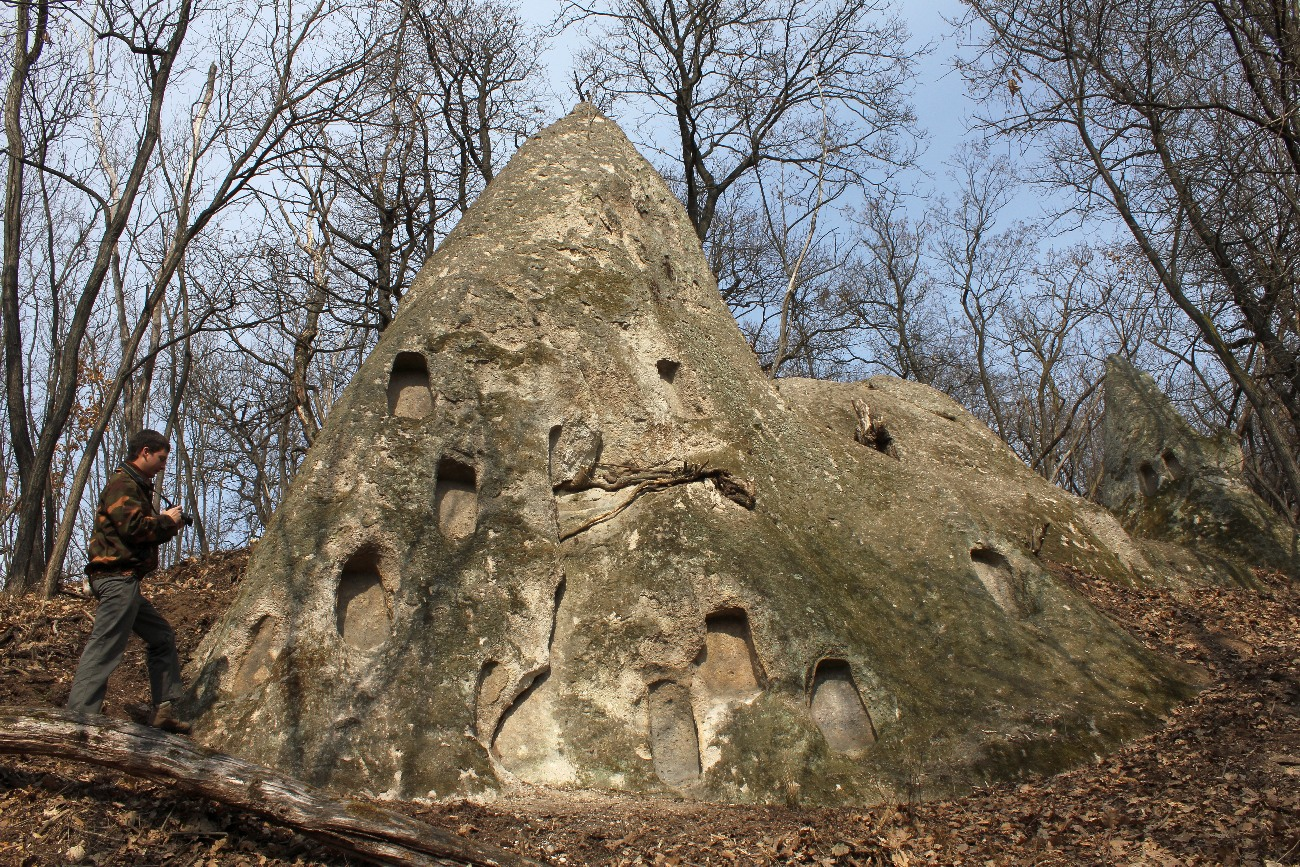
Cserépváralja, Csordás-völgy, 1. kúp

A Nagykúp tetejéről szép kilátás nyílik a Csordás-völgyre. Annak kicsiny, keleti mellékvölgyében találhatók a kaptárkövek (B.4.h). Az öt sziklából álló csoport I. számú kúpja a legmonumentálisabb. Erősen hasadozott, gyorsan pusztuló felületén 16 db nagyméretű fülke sorakozik (oldalsó kúpján pedig 3 fülke). Geomorfológiai szaknyelven szólva a II. számú kúp igen érett stádiumban van, a kúpkőfejlődés utolsó állomására jellemző formát mutat. A meredek falú, igen keskeny magányos kúpon 6 db fülke látható.

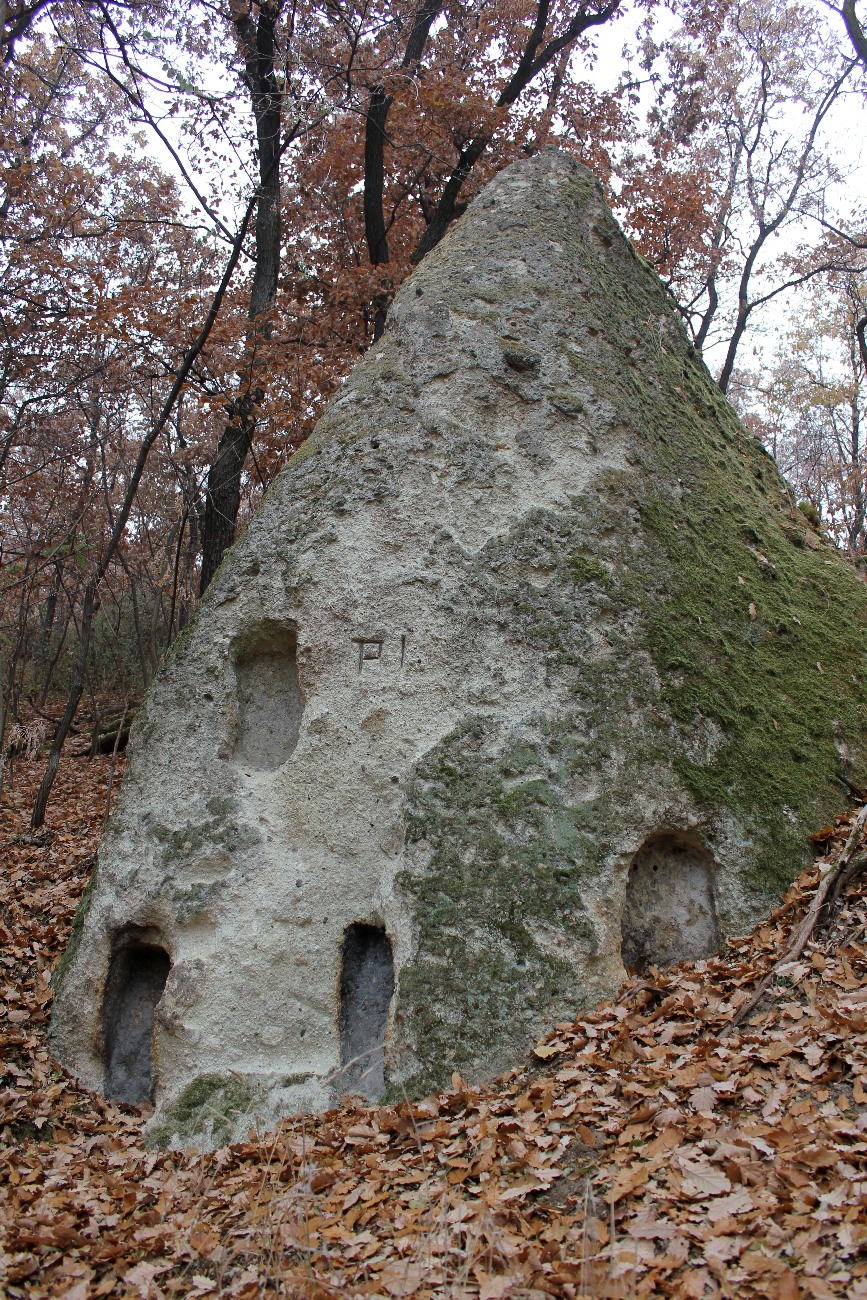
Cserépváralja, Furgál-völgy, 4. kúp

Ugyanezt az állapotot mutatják a Furgál-völgy (B.4.g) I., II. és V. számú kúpjai is. A Tardra vezető műúttól nyugatra nyíló völgy északi oldalán (tehát a déli lejtőn) mint hatalmas, kővé vált cápauszonyok sorakoznak a kaptárkövek. Az öt sziklán összesen 32 db fülke számolható meg.
Érdemes még fölkeresni a Nagy-Bábaszék északkeleti oldalán megbújó, bizarr formájú kaptárkövet (B.4.d), melynek felső, délkeleti oldalán 7 db viszonylag jó állapotú fülke, alsó, északias kitettségű oldalán pedig 5 db fülke van. Ősztől tavaszig a fák ágai közt jól látható innen a Kő-völgy túlsó oldalában lévő Köves-lápa nevű oldalvölgy két sziklatömbre tagolódó kaptárköve (B.4.c). A Karud délnyugati oldalában húzódó törésvonalakkal alaposan átjárt sziklakibúváson összesen 11 fülke látható.
A Kő-völgy Felső-szoros nevű részének bejáratától keletre a Szaduszka nevű hegytető déli lejtőjén bújik meg a Koldustaszító kaptárköve (B.4.b). Az alacsony tufapad délkeleti oldalába 6 fülkét faragtak.
Cserépfalutól északkeletre található a Mész-tető, melynek délnyugati oldalában, a plató pereme alatt néhány tufakúp látható. Ezek egyike az Ördögtoronynak nevezett sziklatorony, melyen 3 db fülke van.
A bogácsi Hintó-völgy északi oldalán lévő lapos kúp alakú sziklán 5 db erősen elkopott fülke nyoma fedezhető fel.

### Szomolya és környéke

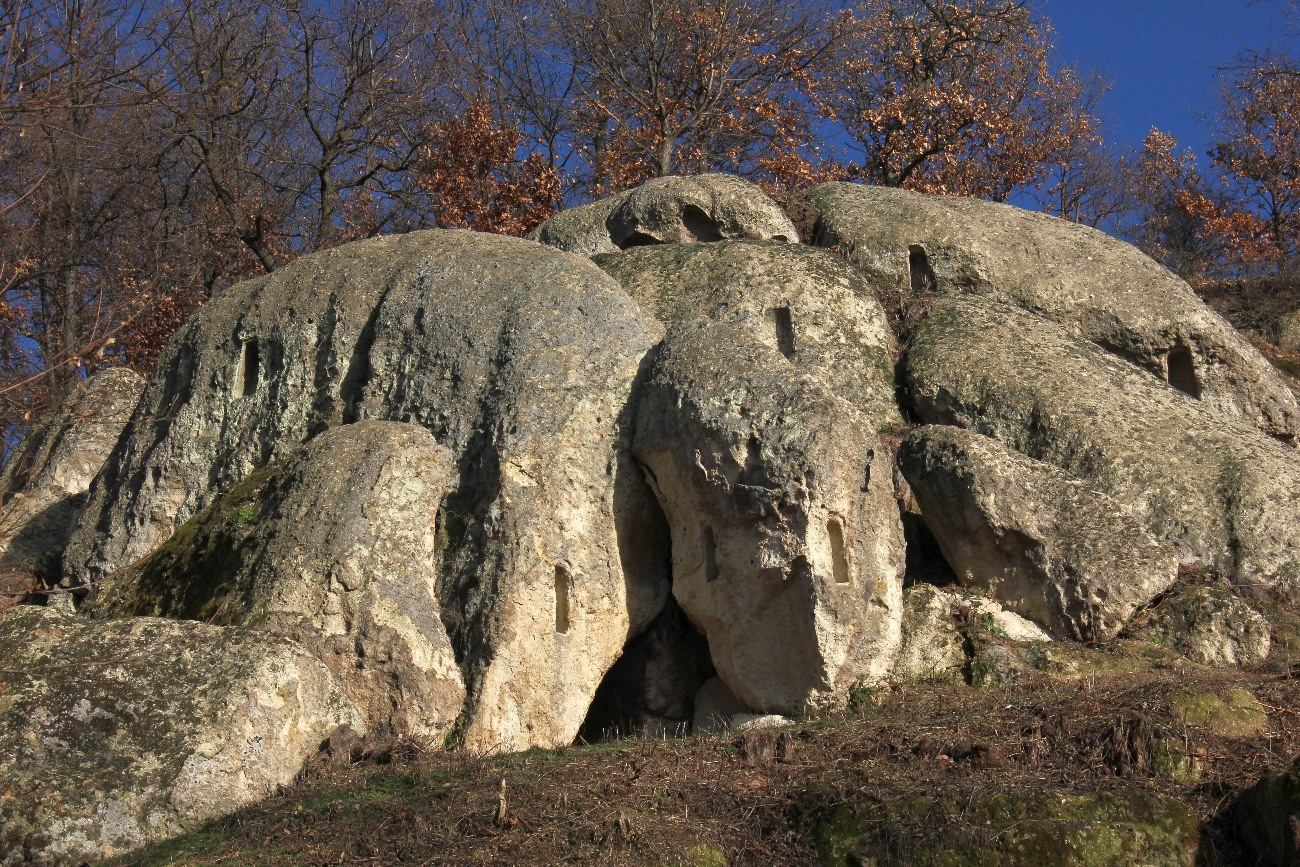
Szomolya, Kaptár-rét, 5. szikla

Szomolya község határában négy lelőhelyen, 13 kaptárkövön, összesen 132 db fülke van. Ebből 117 db egy lelőhely 8 kaptárkövén található, s ugyanitt egyetlen kúpon 48 db fülkét lehet összeszámolni.
A Kaptár-völgy fölött, a Vén-hegy délnyugati oldalában lévő hatalmas kúpokkal, sziklaormokkal tagolt riolittufa vonulat 8 egymástól jól elkülöníthető kaptárkőt foglal magába (B.7.a).
A kaptárkövek területén 1958-ban kőbányát nyitottak. Ezt követően többen is felszólaltak a kaptárkőcsoport megmentése érdekében, sürgetve védetté nyilvánításukat. A cikkeket követően a megyei tanács betiltotta a kőbányászatot, ami addigra már tetemes károkat okozott. 1960-ban végleg rendeződött e természeti és kultúrtörténeti emlékek sorsa: az Országos Természetvédelmi Tanács természetvédelmi területté nyilvánította a sziklavonulatot.
A Kaptár-völgy aljából közelítve a sziklacsoport felé az I. sziklát pillantjuk meg először, ami egy kisebb méretű kúp, melyen egy fülke van. Maga a sziklavonulat ettől felfelé 50 méterre kezdődik: a II. szikla egy szfinx-szerű kőzetborda, amelyen 20 fülke sorakozik. A déli oldal már nagyon lekopott, az északnyugati oldalon viszont nagyon szép fülkék láthatók. Némelyiken a keret és keretátvágás is jól kivehető (pl. 16., 19. számú fülkék).
A völgyoldal peremén egykor legmagasabbra emelkedő sziklavonulat (III. szikla) felső részét a kőbányászat teljesen elpusztította. A megmaradt alsó szinten 8 fülke menekült meg. Ehhez a vonulathoz kapcsolódik a völgyet uraló, legimpozánsabb IV. sziklatömb (Királyszéke), melyen 48 db fülke van. A sziklát átszelő hasadékban (Kutyaszorító) is találunk fülkéket. A 11. számú fülkének csak a hátlapja maradt meg, de annak 112 cm-es magassága alapján kiérdemelte a legnagyobb ismert kaptárfülke címet. Feltűnően sok a nagyméretű fülke: a nyílásmagasságuk általában 60 cm fölött van, nem egy meghaladja a 80, sőt a 90 cm-t is (a IV. sziklán 64,5 cm az átlagmagasságuk), a hátlap magassága általában 10 cm-rel kisebb, mint a nyílásperem magassága (54,7 cm); nyílásszélességük pedig alul átlag 32,2 cm, felül 26,5 cm. Bartalos Gyula és Kolacskovszky Lajos cikkeikben erről a IV. számú kúpról közöltek fényképet, amit tehát Királyszékének neveznek. Ez annak bizonyítéka, hogy már azokban az időkben is – a kőbányászatot megelőzően – ez volt a legsajátosabb, legszebb, legmegragadóbb kaptárkő. A kúpok csúcsaiba itt is egy-egy kerek lyukat faragtak, amelyek rendeltetését nem ismerjük, arról csak sejtéseink vannak.
Az V. sziklavonulaton 20 fülke és egy természetes hasadék mentén kialakult, barlangszerű üreg látható. 1961-ben itt végzett ásatást Korek József és Saád Andor. Az üreg feltöltésében és az előtérben kitűzött szelvényben 36 db 14–15. századi kerámiatöredéket találtak. (Ezek és a cserépváraljai leletek alapján határozták meg a fülkék használatának alsó és felső határát.)
A VI. sziklakibúvás tulajdonképpen az elbányászott III. vonulat folytatása, de attól bányaterek választják el és közelebb is esik az V. vonulathoz, ezért kapta a VI. sorszámot. A sziklacsúcson mindössze egy fülke látható.

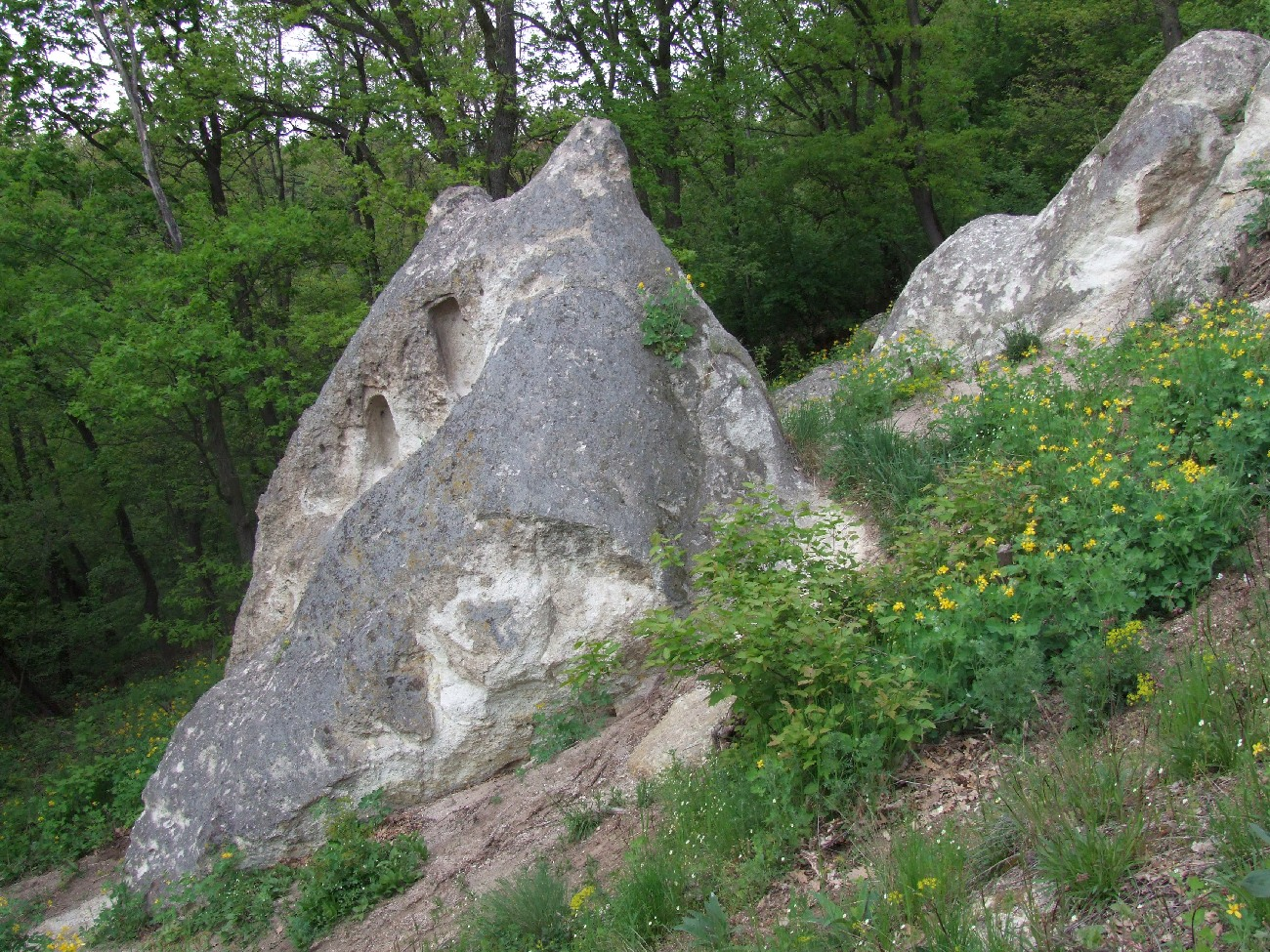
Szomolya, Kaptár-rét, 8. szikla

A VII. sziklavonulat egy törésekkel, hasadékokkal átjárt hatalmas tömb. A 16 fülke között több viszonylag épségben megmaradt. Itt kitűnően tanulmányozhatók a keretes fülkék hosszanti oldalát metsző bevágások, amelyek az üreget lezáró fedőlap beillesztése után is nyílást biztosítottak a fülke belsejébe. Ezeket többen röpnyílásoknak, a méhek közlekedését biztosító vájatoknak tartják, de másféle szerepük is lehetett. A VIII. kúp formájában a cserépváraljai tufatornyokat idézi. Rajta 3 db fülke van, amelyek közül az 1. számú hossztengelye annyira ferde, hogy megkérdőjelezi a méhtartás lehetőségét.

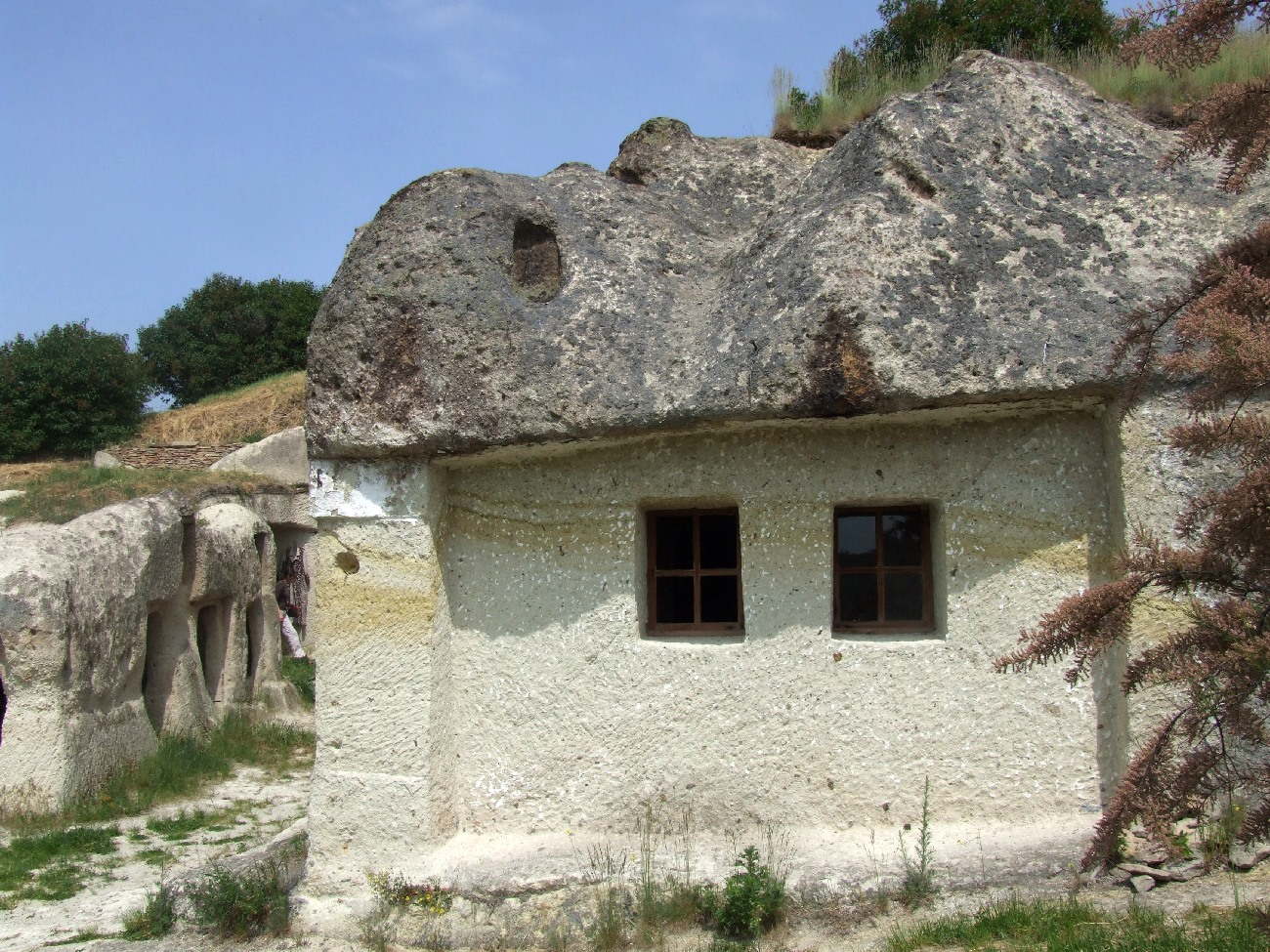
Noszvaj, Farkas-kő

A Szomolyától nyugatra emelkedő Ispánberki-tető (B.7.b) peremén és nyugati oldalában, a falutól keletre fekvő Gyűr-hegyen (B.7.c), valamint az északnyugatra lévő Csobánkán (B.7.d) szintén találhatók kaptárkövek. (Ez utóbbi lelőhelyet az ELTE Földrajzi Tanszékének munkatársai fedezték fel 1978-ban egy terepbejárás során. Az alacsony, 4 fülkés ignimbrit sziklapadot helytelenül Eger határába helyezték.)
Noszvajon a Pocemnek nevezett barlanglakásos részén – régi nevén: Farkas-kő – egy kaptárfülke ismert (H.1.a), a Dóc (H.1.b) szintén Noszvaj határához tartozik, itt két sziklán 5 db fülke található.
A Pipis-hegy (H.1.c) oldalán a Kánya-patak öreg kőhídja felett, egy alacsony, vörös színű ignimbrit sziklafalon két jó állapotú fülke van kifaragva. A lelőhelyet 1994 tavaszán fedezte fel Baráz Csaba és Mihály Péter a tarra vágott erdő jóvoltából.

### Eger és környéke
Ostoros déli végén emelkedő Verem-part túloldalán húzódik a Vizes-völgy, s annak egy kisebb riolittufa padján egy fülke látható (H.7.a). Ettől északkeletre fekszik a Tag-gödör vízmosásos szurdoka, melynek nyugatra néző oldalában két sziklafalon összesen 5 db kaptárfülkét találunk (H.7.b).
Mai ismereteink szerint Eger keleti határában 6 lelőhelyen, 12 kaptárkövön 104 fülke számlálható össze.

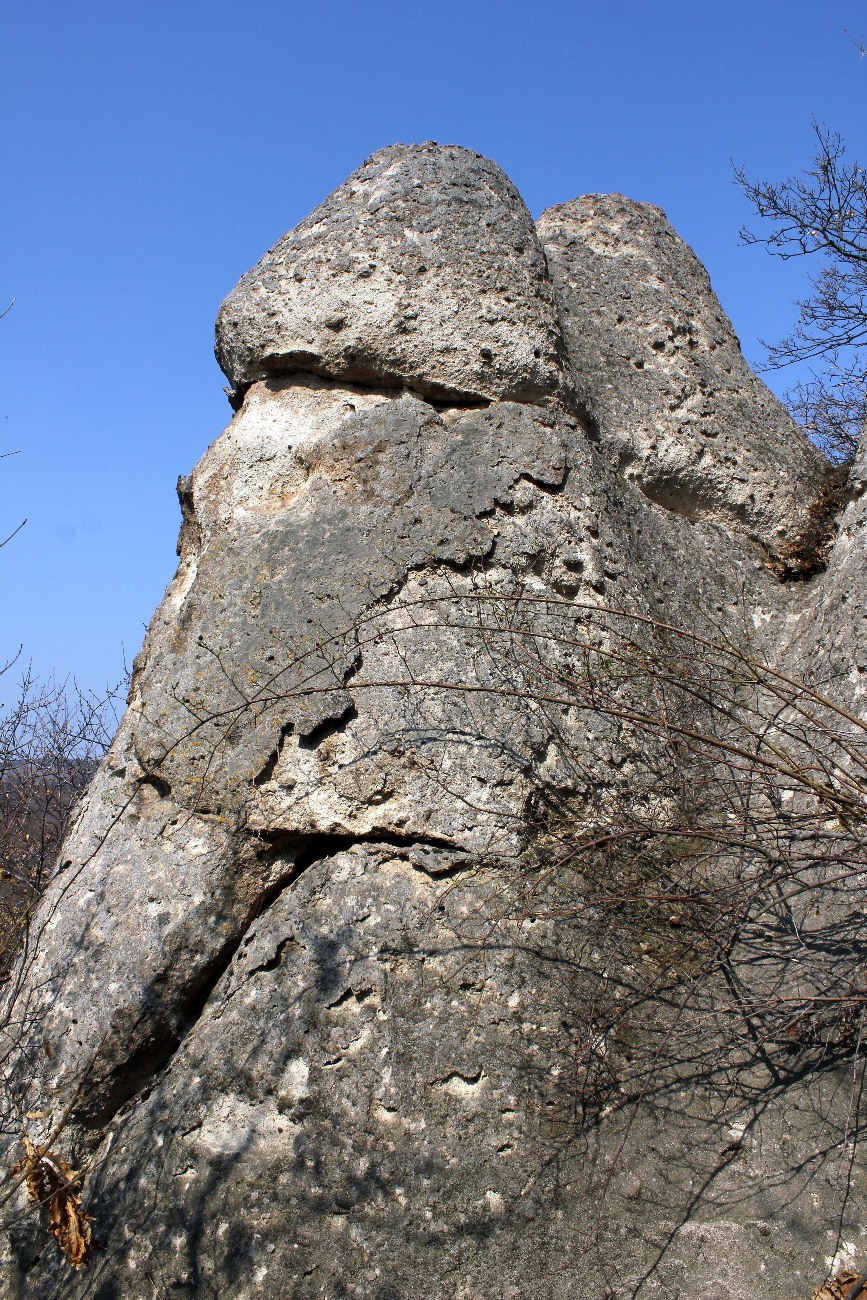
Eger, Cakó-tető, 2. szikla

A Cakó-tetőn (H.2.a) a déli nagy sziklafal az I. sziklavonulat, amelynek aljában 20 db fülke sorakozik. (Mihály Péter 1976-os topográfiájában csak 18 szerepel, azóta két újabb, addig a szikla talajszint alatti felületén rejtőző fülke vált ismertté.) A fülkék átlagos nyílásszélessége alul 28 cm, nyílásmagassága 62,5 cm, mélysége – az eredeti, nem megkopott fülkék esetében – 18–20 cm. Érdekessége a fülkéknek, hogy a hátlapjuk szélessége néhány centivel szinte minden esetben nagyobb, mint a külső peremé. Az 5. számú fülkének a hátlapmagassága is nagyobb, mint a nyílásáé, a boltozata nem lejt befelé, hanem emelkedik. Ennél a fülkénél furatok, lyukak is láthatók a keret mentén, ami a nyílás felső peremén duplán van kialakítva. Jó épségben maradt meg a 3. számú fülke is, körbe kerettel, a fedlap rögzítését szolgáló závárzat furataival. A 2. számú fülke egyike a néhány csúcsíves kiképzésű, gótikus vakablaknak. Egy ehhez hasonló, csúcsíves boltozatú fülke látható a II. sziklán is. A kappadókiai tufatornyokat idéző, a hegyoldalból ujjként meredező, hármas csúcsú kaptárkövön 4 fülke van. A III. szikla egy kicsiny kőtömb, amelyen egy fülke található.

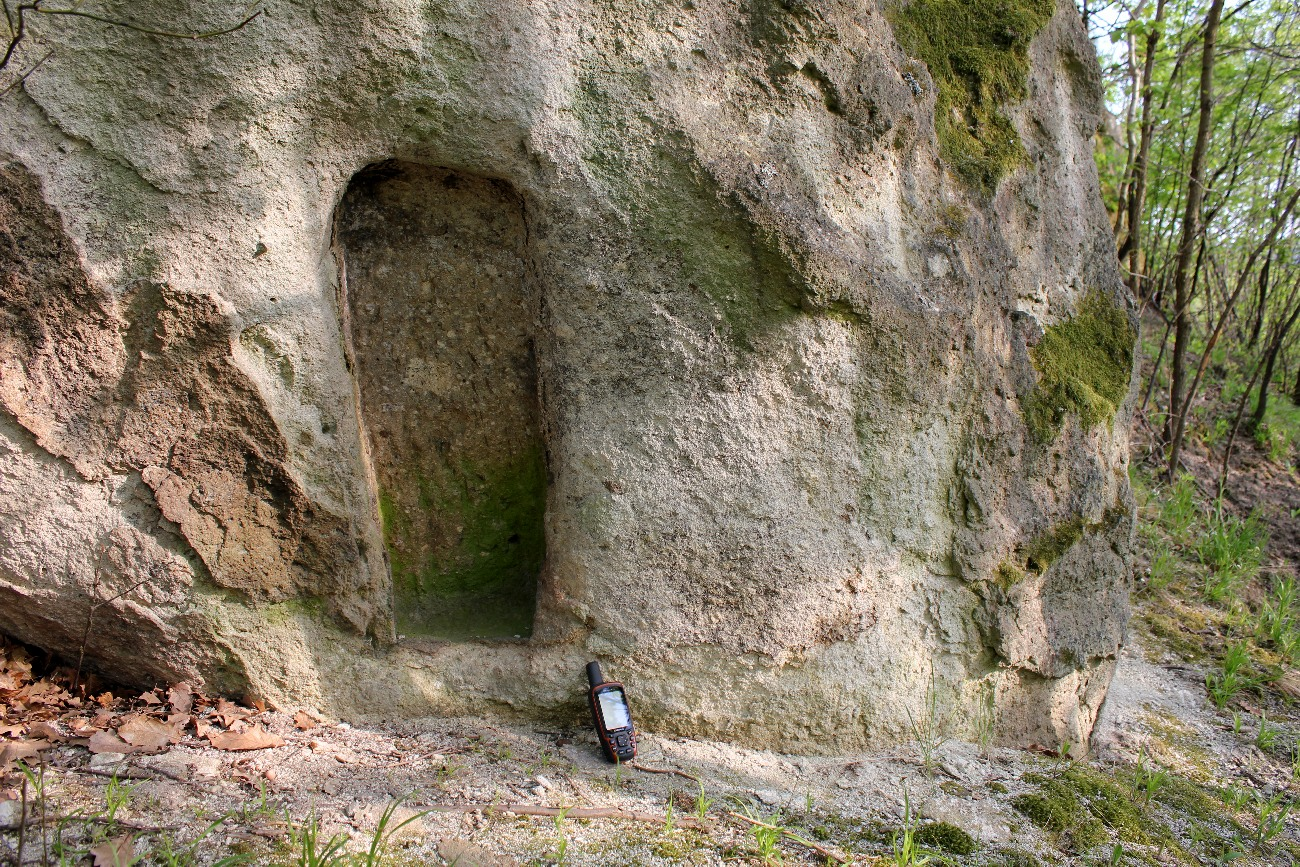
Eger, Cakó-tető, 4. szikla, 1. fülke

A IV. sziklavonulat az elsőhöz hasonlóan fél és negyed kúppalástokkal, hasadékokkal és kannelurákkal tagolt hatalmas sziklafal, melyen 11 fülkét találunk. A 10. számú megközelíthetetlen helyen, egy a vonulattól hasadékkal elkülönülő sziklatorony tetején látható, a többség azonban a talajszinthez közel lett kifaragva. Legnagyobbak a 8. és 9. számú fülkék: magasságuk 86 és 82 cm, nyílásszélességük alul 33 és 30 cm, felül 26 és 20 cm, alapmélységük 20 cm, a boltozatnál 10 és 20 cm ez az érték (ezek eredeti méretek, hiszen nem lekopott, keretes fülkékről van szó).

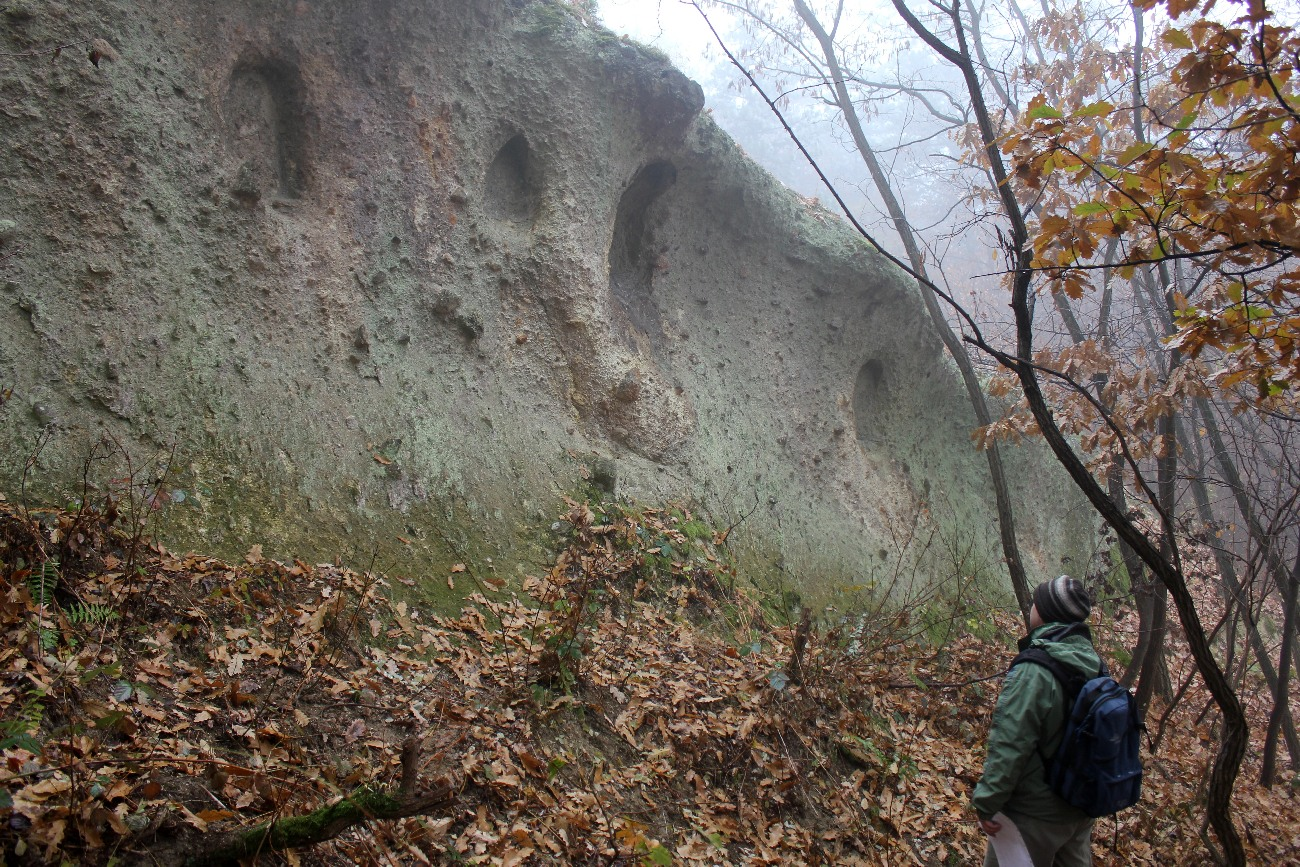
Eger, Mész-völgy

A Cakó-tetőtől délnyugatra, a Mész-völgy (H.2.b) keleti oldalában, fák takarásában egy alacsony sziklafal húzódik. Az itt látható hat fülke mind különbözik egymástól: a 3. számú például gótikus formájú, a 2. számú pereme pedig lekerekített sarkú trapézt formáz (a fülke 64 cm magas, alapja 60 cm széles). A boltozat külső pereme ráadásul 42 cm-rel túlhajlik az alaplap külső szélétől, ami lehetetlenné tette, hogy a fülkében akár méhcsaládot, akár más tárgyat tartsanak!

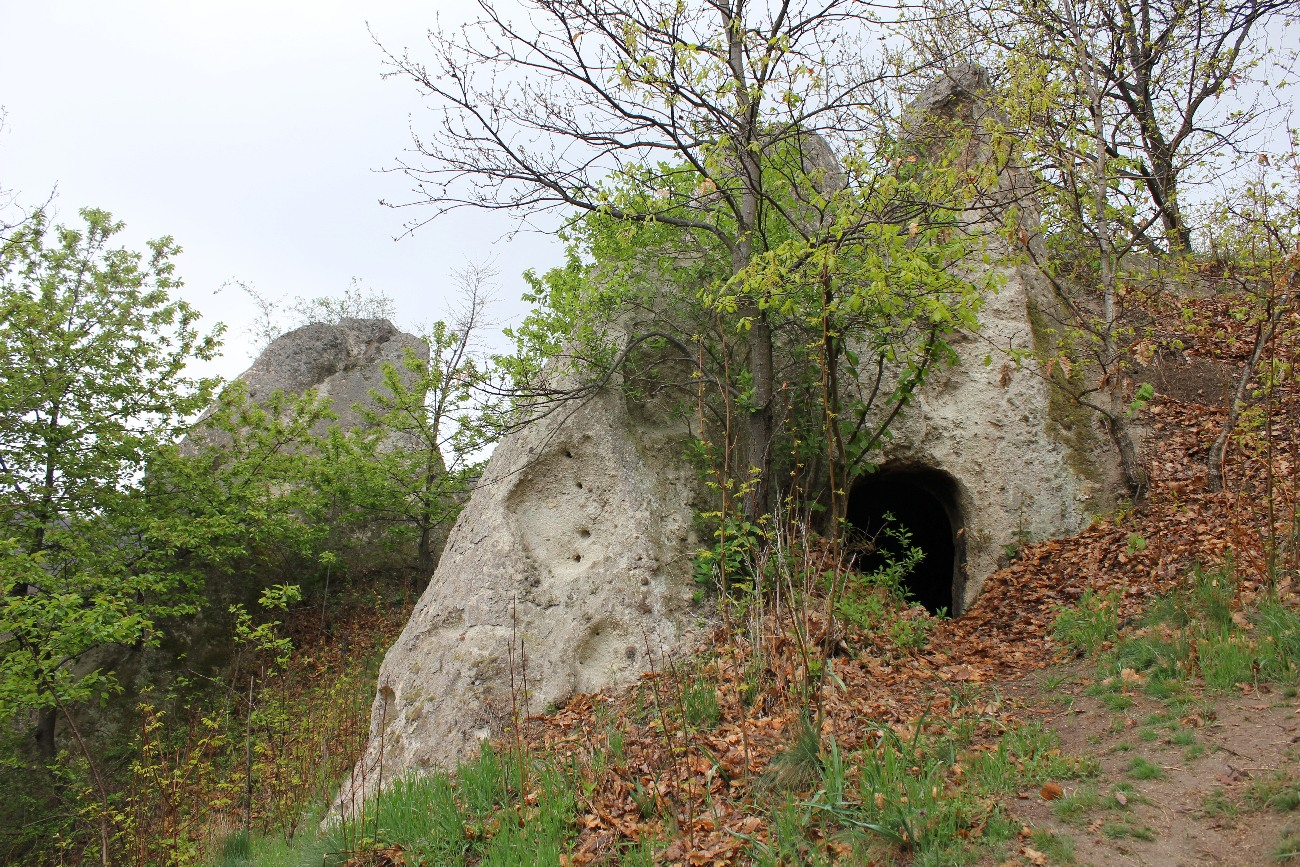
Eger, Mész-hegy, 2. szikla

A Mész-hegy (H.2.c) déli lejtőjén három kaptárkő található. Az I. szikla kettős kúp formájú, tömzsi szikla, amely oldalába 4 db fülke, egyik csúcsába három különböző méretű lyuk van befaragva. A kaptárkő déli oldalán egy nagyméretű, sekély mélységű négyzetes mélyedés van befaragva (külső magassága 122 cm, a belső boltozott rész hátlapja 84 cm magas, az egész 70 cm széles, a hátlap befelé, az alaplap kifelé lejt). Az I. sziklától északnyugatra emelkedik a II. szikla lekerekített csúcsokkal tagolt kúp-együttese, amelyen 14 eléggé elkopott fülke látható. A kőzetbe egy sziklahelyiséget is befaragtak. A ma már alig kivehető 9. számú fülke fölötti ormon, a csúcs alatt kialakított, párkánnyal körülvett mélyedésre és egy befaragott lyukra Mihály Péter is felfigyelt. A pár méterre lévő III. szikla felületén 4 fülke ismerhető fel.

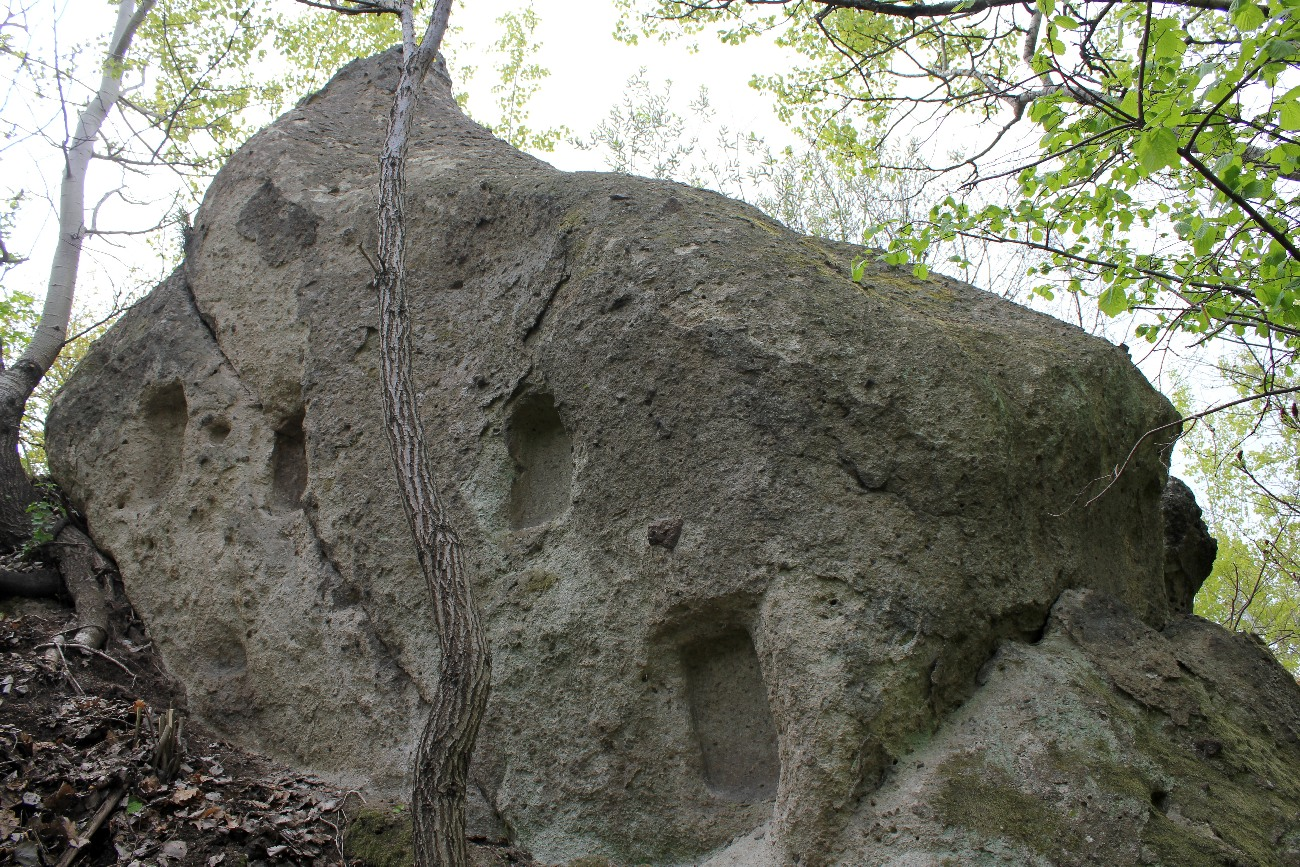
Eger, Nyerges, K.

A Nyerges-hegy keleti oldalán – szemben a mész-hegyi kaptárkövekkel – egy kúp formájú szikla emelkedik, oldalán 7 fülkével, belsejében sziklahelyiséggel (H.2.d).

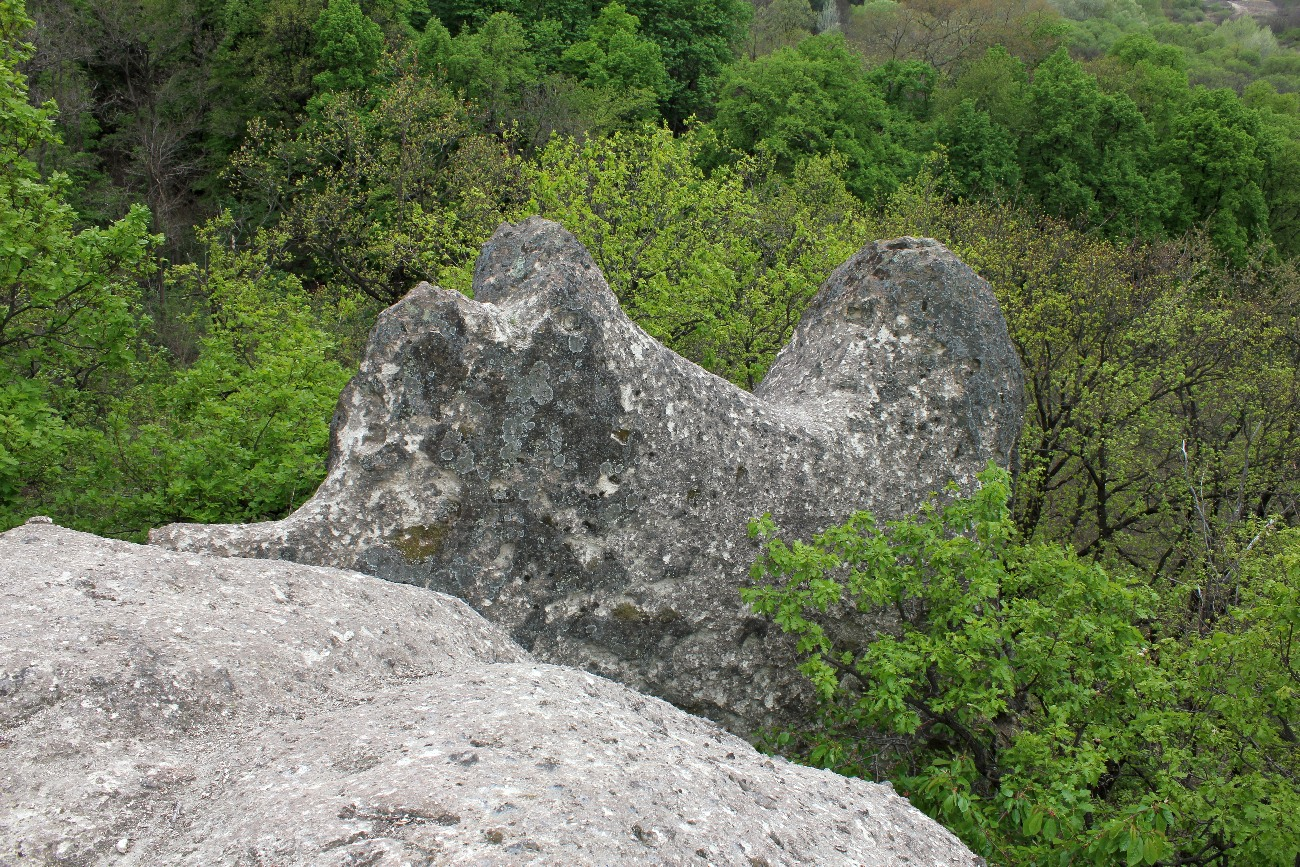
Eger, Nyerges

A Nyerges nyugati oldalán található a Bükkalja legrejtélyesebb kaptárköve (H.2.e). Azoknak a fülkés szikláknak az egyik tagja, amelyek a legkarakteresebben testesítik meg a kaptárkő fogalmat. A Nyerges megjelenésében méltó társa a cserépváraljai Nagykúpnak, a kúpkövek legszebbikének és a szomolyai Kaptár-völgy koronájának, a Királyszékének. A lapos ormú sziklavonulattól egy keskeny és mély hasadék választja el a helynek is nevet adó magas sziklatornyot. Ennek az impozáns riolittufa oszlopnak a teteje nyereg alakúra van kiképezve. A sziklavonulat délkeleti falán (I. szikla) és a különálló tömbön (II. szikla) 24 fülkét, fülkenyomot találunk Az itt sorakozó kaptárfülkék közül néhány sajátos kiképzésű, az általánostól eltérő egyedi formát képvisel. A 3, 5, 7. és 9. számú fülkék – amelyeknél a keretek is viszonylag jó állapotban maradtak meg – annyira sekély mélységűek, hogy esetükben kétséges a méhészeti rendeltetés. Ráadásul ezek előrehajló nyílású és hátlapú fülkék, hossztengelyük 15-35°-kal tér el a függőlegestől! (A méhek a viaszfüggönyt fent rögzítik, a lépeket minden esetben felülről lefelé, függőlegesen építik. A mennyezetről lefelé gyarapodó sejtsorok készítése a hátlap vagy az oldallapok dőlése miatt megszakad. A lépépítést a mi esetünkben az előrehajló nyílás fedőlapja gátolja meg. Ez a fülkeforma az urnatartó szerepet is kizárja.)
A Pajdos (Pajodos) (H.2.f) riolittufa vonulatán (I. szikla) 9 nagyon elkopott fülke ismerhető fel. A hegy neve a hevesi, gömöri, nógrádi palócok lakta vidékeken egy hiedelemlénnyel kapcsolatos. A pajod megeszi a Napot és a Holdat.
A II. szikla az előzőtől északra, a mellékvölgy túlsó oldalán található. A vonulat nagyobbik kúpjába egy helyiség van befaragva, az előtte emelkedő kisebbik oldalába pedig egy nagy méretű fülke. Ezen és a helyiség szikláján egy-egy fülke nyoma vehető ki.

### ALaskó-patakvölgye

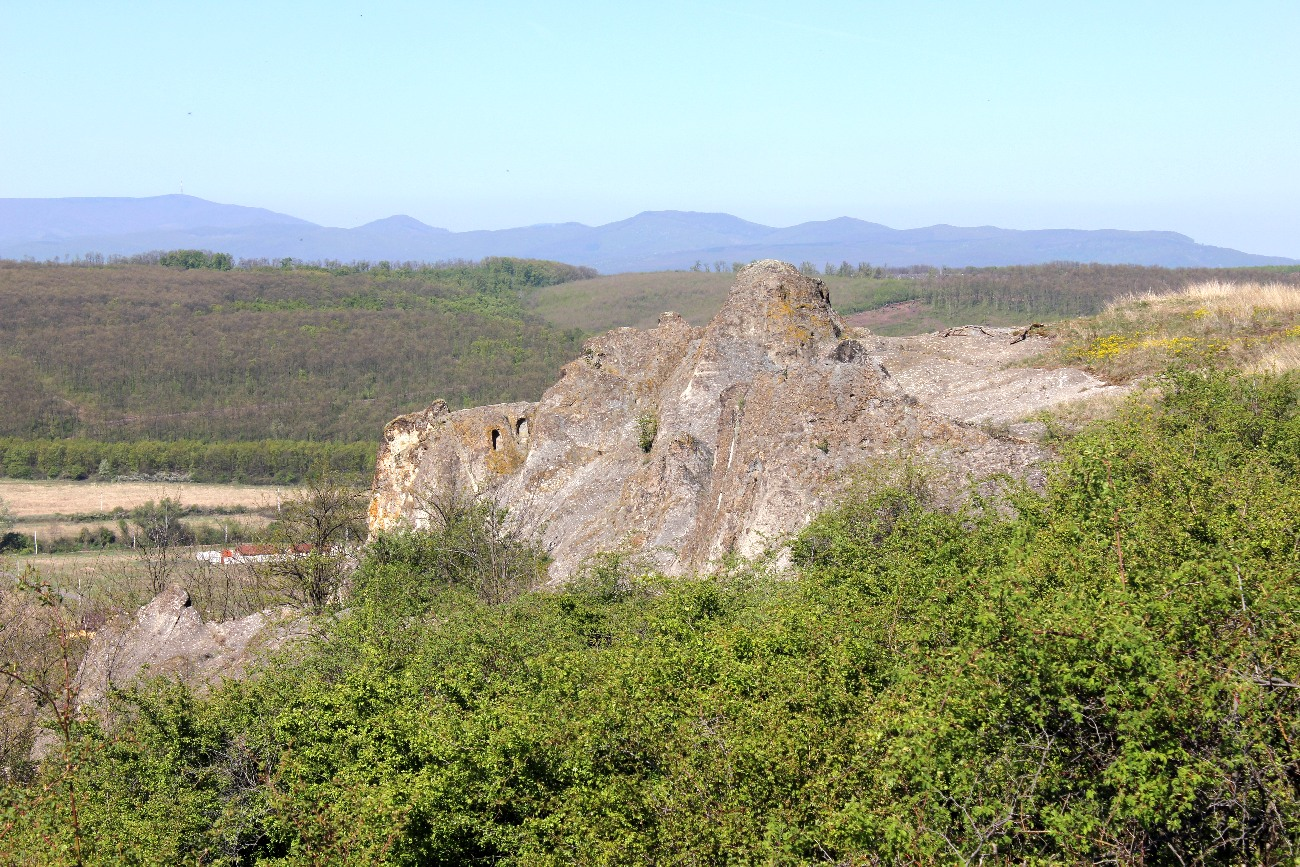
Demjén, Hegyeskő-tető

Egerszalók határában, a Maklányvár vagy Maklyánvár dombjától délre emelkedő Menyecske-hegyen (H.3.b), két sziklavonulaton összesen 4 db fülke ismert.
A település déli részén a demjéni út melletti Öreg-hegyen (H.3.a) emelkedő tufatömbbe szintén egy bújó van vájva, amely bejárata fölött egy kaptárfülke látható.
Demjén központja fölé magasodó Bányaél (Bányaoldal) sziklafalán 23 db fülke található (H.4.a), a 2. és 5. fülkék feletti mesterségesen kialakított tető felületébe faragott lyukak és csatornák mélyülnek, amelyek hasonlóságot mutatnak a Nyerges és a Törökasztal tetején lévő befaragásokkal, és amelyek nem hozhatók összefüggésbe a kőbányászattal. A 60 cm körüli magasságú fülkék közt akad egy 93 cm hátlapmagasságú ún. óriásfülke is (1. számú).
Demjéntől északra a Pünkösd-hegyhez kapcsolódó Hegyes-kő-bérc nyugati, sziklás vonulata a Hegyes-kő-tető, amelyen öt egymástól elkülöníthető kaptárkő emelkedik (H.4.b). A lelőhelyen egyébként összesen 11 db fülke számolható össze.

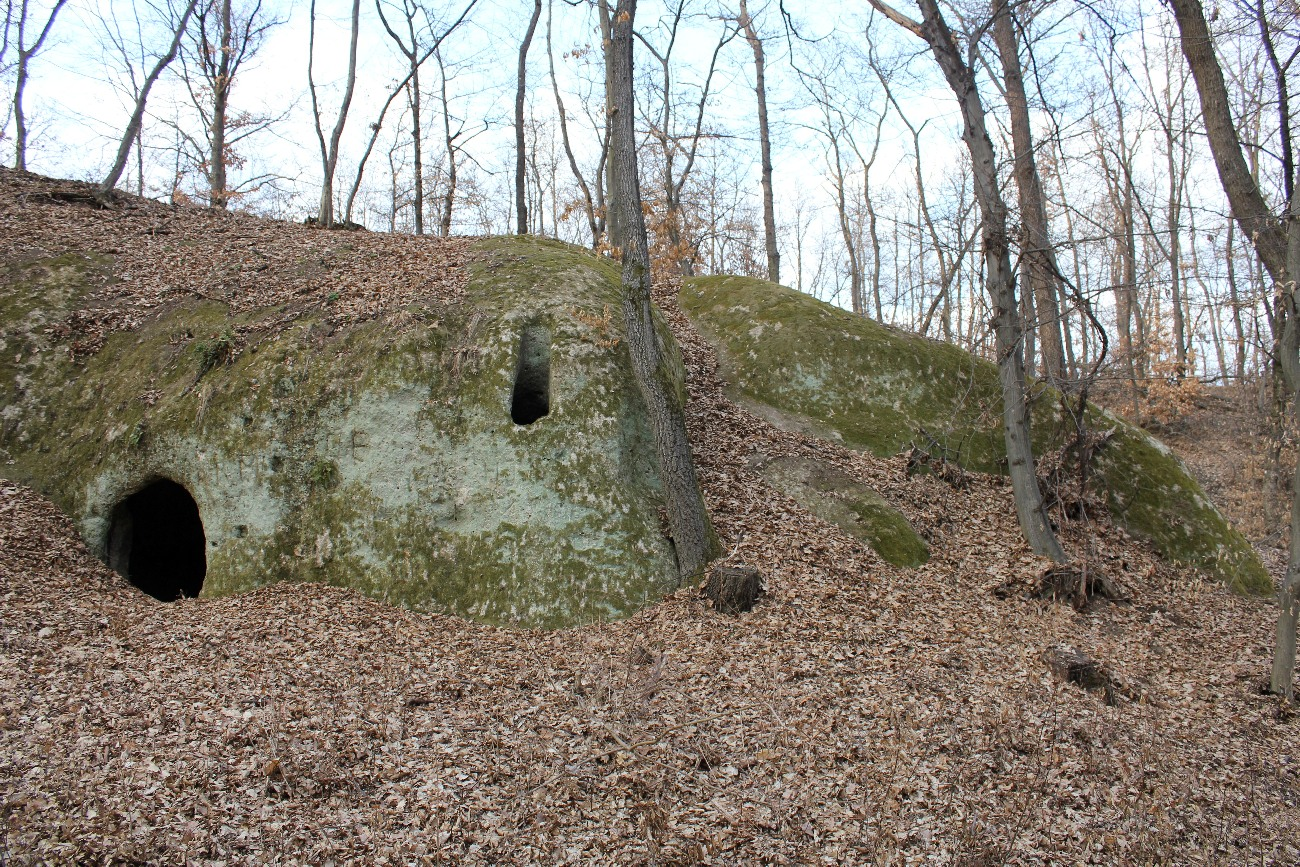
Demjén, Remete-völgy

Az innen keletre lévő Ereszvény-völgy (H.4.c) nevű kaptárkőlelőhely tulajdonképpen a Hegyes-kő-bérc oldalában van. A három sziklavonulaton 25 fülke lett fölmérve. Legszebb a kúpokkal tagolt III. szikla, amelyen 12 db fülke, a 7. számú fülke feletti csúcson egy befaragott lyuk, alatta pedig egy nyereg alakú kiképzés látható.
Demjéntől északra a Laskó egyik nyugati mellékvölgyében, a Remete-völgyben, egy sziklahelyiséget magába foglaló alacsony riolittufa sziklán 6 db – jobbára csak nyomokban fölfedezhető – fülke van (H.4.d). A boltíves bejárattal rendelkező helyiségben is található négy tárolófülke. Innen kürtőszerű ablak nyílik a szabadba. A sziklahelyiséget Szabó János Győző régész adattári jelentésében „pálos remete lak” néven említette.
Egerbakta nyugati határában a Szóláti-völgy felső részét nevezik Rábca-völgynek s ennek egyik keleti oldalvölgye a Szent-völgy. A déli oldal hatalmas riolittufa vonulatának délnyugatra néző falán 3 kaptárfülke és két fülkeszerű nyom látható. Figyelmet érdemel a 2. számú fülke, amely szélességi adatait tekintve kitűnik az átlagos méretű fülkék közül. Ez az igen keskeny fülke sajnos már csak Mihály Péter dokumentációjában és fényképfelvételein vehető szemügyre, mert napjainkban átfaragták, kiszélesítették azt!

### Sirok és környéke
Sirok keleti határában, a Kígyós-patak völgyének (Rozsnak-völgy) nyugati oldalából több sziklatorony emelkedik ki a hegyoldalból, amelyek csúcsába kapaszkodókat faragtak, de csak az egyiken találunk 1 db fülkét (H.6.a).

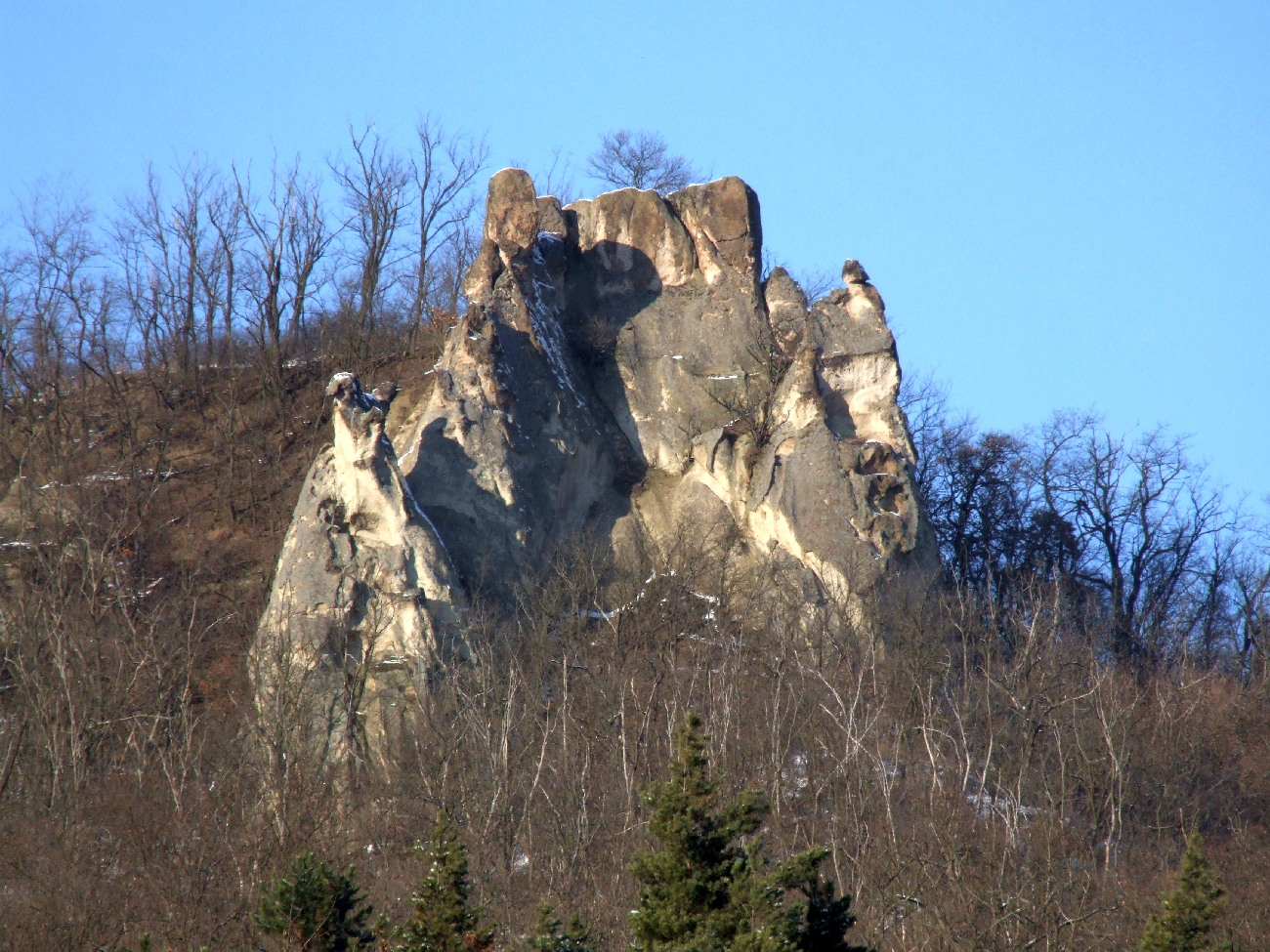
Sirok, Törökasztal

Martus Ferenc – aki a Bükkalja összes kúp alakú tufatornyát egykor fejjel rendelkező szoboralakzatok maradványainak tekintette – a siroki Vár-hegyen emelkedő Bálványköveken és a Törökasztalon határozottan fülkéket említ. Martus fülkékről szóló tudósítását elfogadhatjuk, hiszen Mihály Péter 1974 márciusában a Törökasztal dácittufa tömbjén még három darab nyomról készíthetett fényképfelvételt, két évtized múltán már csak egy fülke alaplapja volt látható.
A Törökasztal csúcsát lefaragták, a vízszintesre kialakított felületébe pedig kisebb-nagyobb medencék, tál alakú mélyedések, csatornák, lyukak vannak bevésve. Minden valószínűséggel a Törökasztal sziklatornyának tetejébe vájt mélyedések rendeltetésére a Szent István korabeli keresztény térítések előtti magyar ősvallás áldozati szertartásai adnak magyarázatot. Ha a kaptárkövek mibenlétét e pogány vallás, egyáltalán a keleti társadalmak hitvilágának sajátosságai felől közelítjük meg – s e kísérlethez Ipolyi Arnold Magyar mythológiáját hívjuk segítségül –, akkor a siroki Törökasztal, az egri Nyerges, a demjéni Bányaél, Hegyes-kő-tető és a többi bükkaljai kaptárkő csúcsába faragott lyukakra, tálszerű mélyedésekre, lefolyókkal kiképzett kőüstjeire, csatornáira tekintve mintegy megelevenednek a régmúlt idők kultikus szertartásai.